# Maldive
Maldive, oficial Republica Maldive, și cunoscută istoric ca Insulele Maldive, este o țară și un stat arhipelagic din Asia de Sud, situat în Oceanul Indian. Maldivele se află la sud-vest de Sri Lanka și India, la aproximativ 750 kilometri (470 mile; 400 nautical milei) de continentul asiatic. Lanțul de 26 de atoli ale Maldivelor se întinde de la ecuator, de la Atolul Ihavandhippolhu din nord până la Atolul Addu din sud.
Maldivele sunt cea mai mică țară din Asia. Suprafața sa terestră este de doar 298 kilometri pătrați (115 mi2), dar este împrăștiată pe aproximativ 90,000 kilometri pătrați (34,749 mi2) de ocean, ceea ce o face una dintre cele mai dispersate state suverane din lume. Cu o populație de 515.132 locuitori conform recensământului din anul 2022, este a doua țară cu cea mai mică populație din Asia și a noua cea mai mică țară după suprafață, dar și una dintre cele mai dens populate țări. Maldivele au o altitudine medie de 1,5 metri (4 ft 11 in) deasupra nivelului mării, iar cel mai înalt punct natural este de doar 2,4 metri (7 ft 10 in), ceea ce o face cea mai joasă țară din lume. Unele surse indică cel mai înalt punct, Muntele Villingili, ca fiind 5,1 metri sau 17 ft.
Malé este capitala și cel mai populat oraș, numit tradițional „Insula Regelui”, de unde dinastii regale antice au condus din poziția sa centrală. Maldivele sunt locuite de peste 2.500 de ani. Contactul documentat cu lumea exterioară a început în jurul anului 947 d.Hr., când călătorii arabi au început să viziteze insulele. În secolul al XII-lea, parțial datorită importanței arabilor și persanilor ca și comercianți în Oceanul Indian, islamul a ajuns în arhipelagul maldivian. Maldivele au fost rapid consolidate ca un sultanat, dezvoltând legături comerciale și culturale puternice cu Asia și Africa. Din mijlocul secolului al XVI-lea, regiunea a fost sub influența tot mai mare a puterilor coloniale europene, iar Maldivele au devenit un protectorat britanic în 1887. Independența față de Marea Britanie a fost obținută în anul 1965, iar o republică prezidențială a fost înființată în anul 1968, cu un Majlis al Poporului ales. Deceniile următoare au fost marcate de instabilitate politică, eforturi de reformă democratică și provocări de mediu cauzate de schimbările climatice și creșterea nivelului mării. Maldivele au fost un membru fondator al Asociația de Cooperare Regională din Asia de Sud (SAARC).
Maldivele sunt membre ale Națiunilor Unite, Commonwealthului Națiunilor, Organizația pentru Cooperare Islamică și Mișcarea Nealiniată. Banca Mondială clasifică Maldivele ca având o economie de venit mediu superior. Maldivele sunt partener de dialog al Organizația de Cooperare din Shanghai. Pescuitul a fost istoric activitatea economică dominantă și rămâne cel mai mare sector, urmat de industria turismului, care crește rapid. Maldivele se situează „la un nivel ridicat” pe Indicele Dezvoltării Umane, cu un venit pe cap de locuitor semnificativ mai mare decât alte țări membre SAARC. Maldivele au fost membre ale Commonwealthului Națiunilor din data de iulie 1982 până în octombrie 2016, când s-au retras în semn de protest față de acuzațiile de încălcări ale drepturilor omului și de eșecul democrației. Maldivele s-au reîntors în Commonwealth pe data de 1 februarie 2020, după ce au demonstrat existența unor procese democratice funcționale și sprijin popular.

## Etimologie
Conform legendelor, primii locuitori ai Maldivelor erau oameni cunoscuți sub numele de Dheyvis. Primul regat al Maldivelor era cunoscut sub numele de bn. În timpul vizitei emisarilor în secolul al III-lea î.Hr., s-a observat că Maldivele erau cunoscute sub numele de Dheeva Mahal.
În perioada c. 1100 – 1166, Maldivele erau de asemenea numite Diva Kudha, iar arhipelagul Laccadive, care făcea parte din Maldive, era numit Diva Kanbar de către savantul și polimatul al-Biruni.
Numele Maldive poate proveni și din sanscrită माला mālā (ghirlandă) și द्वीप dvīpa (insulă), sau din මාල දිවයින Maala Divaina („Insulele Ghiocel”) în sinhaleză. Poporul maldivian este numit Dhivehin. Cuvântul Dheeb/Deeb (forma arhaică a lui Dhivehi, înrudit cu sanscrita द्वीप, dvīpa) înseamnă „insulă”, iar Dhives (Dhivehin) înseamnă „insulași” (adică maldivieni). În tamilă, „Ghirlanda de Insule” poate fi tradus ca Mālaitīvu (மாலைத்தீவு).
Cronica venerabilă din Sri Lanka, Mahavamsa, menționează o insulă desemnată ca Mahiladiva („Insula Femeilor”, महिलादिभ) în pali, probabil provenind dintr-o traducere eronată a termenului sanscrit, semnificând „ghirlandă”.
Jan Hogendorn, profesor de economie la Colby College, a teoretizat că numele Maldive derivă din sanscrita mālādvīpa (मालाद्वीप), însemnând „ghirlandă de insule”. În malayalam, „Ghirlandă de Insule” poate fi tradus ca Maladweepu (മാലദ്വീപ്). În kannada, „Ghirlandă de Insule” poate fi tradus ca Maaledweepa (ಮಾಲೆದ್ವೀಪ). Niciunul dintre aceste nume nu este menționat în literatură, însă textele clasice sanscrite din perioada vedică menționează „Cele O Sută de Mii de Insule” (Lakshadweepa), un nume generic care ar include nu doar Maldivele, ci și Laccadive, Insulele Aminidivi, Minicoy și grupul de insule Chagos.
Călătorii musulmani medievali, precum Ibn Battuta, numeau insulele  (محل ديبية) din cuvântul arab („palat”), care este probabil modul în care călătorul berber a interpretat numele Malé, după ce a trecut prin India de Nord musulmană, unde cuvinte perso-arabe au fost introduse în vocabularul local. Acesta este numele înscris în prezent pe sulul din stema statului Maldive. Numele clasic persan/arab pentru Maldive este Dibajat. Olandezii se refereau la insule ca Maldivische Eilanden (pronunțat [mɑlˈdivisə ˈʔɛilɑndə(n)]), în timp ce britanicii au anglicizat numele local al insulelor, mai întâi la „Insulele Maldive” și apoi la „Maldive”.
Într-o carte de conversație publicată în 1563, Garcia de Orta scrie: „Trebuie să vă spun că am auzit că localnicii nu o numesc Maldiva, ci Nalediva. În limba malabară, nale înseamnă patru, iar diva înseamnă insulă. Astfel, în acea limbă, cuvântul înseamnă „patru insule”, în timp ce noi, corupând numele, o numim Maldiva.”
Numele local pentru Maldive folosit de poporul maldivian în dhivehi este „Dhivehi Raajje”, (dhivehi ދިވެހިރާއްޖެ).

## Istorie

### Istorie antică și așezare
În secolele al VI-lea–al V-lea î.Hr., Maldivele aveau deja regatele lor. Țara are o istorie documentată de peste 2.500 de ani conform dovezilor istorice și legendelor.
Mahāvaṃsa (300 î.Hr.) menționează oameni care au emigrat din Sri Lanka în Maldive. Presupunând că scoicile cowrie provin din Maldive, istoricii cred că ar fi putut exista oameni care trăiau în Maldive în timpul Civilizației din Valea Indusului (3300–1300 î.Hr.). Mai multe artefacte arată prezența Hinduismului în țară înainte de perioada islamică.
Conform cărții  (كتاب في آثار ميذو القديمة) (Despre ruinele antice din Meedhoo), scrisă în secolul al XVII-lea în arabă de Allama Ahmed Shihabuddine (Allama Shihab al-Din) din Meedhoo din Atolul Addu, primii locuitori ai Maldivelor erau oameni cunoscuți sub numele de Dheyvis. Aceștia au venit din Kalibanga din India. Momentul sosirii lor este necunoscut, dar a fost înainte de domnia împăratului Asoka în 269–232 î.Hr. Povestea lui Shihabuddin se potrivește remarcabil de bine cu istoria înregistrată a Asiei de Sud și cu documentul pe plăci de cupru al Maldivelor cunoscut sub numele de Loamaafaanu.
Istoria antică a Maldivelor este relatată pe plăci de cupru, scripturi antice sculptate pe artefacte de coral, tradiții, limbă și diferite grupuri etnice ale maldivienilor. Maapanansa, plăcile de cupru pe care era înregistrată istoria primilor regi ai Maldivelor din Dinastia Solară, s-au pierdut foarte devreme.
O mențiune din secolul al IV-lea scrisă de Ammianus Marcellinus (362 d.Hr.) vorbește despre darurile trimise împăratului roman Iulian de o delegație din națiunea Divi. Numele Divi este foarte asemănător cu Dheyvi, care erau primii locuitori ai Maldivelor.
Primii maldivieni nu au lăsat artefacte arheologice. Clădirile lor erau probabil construite din lemn, frunze de palmier și alte materiale perisabile, care s-ar fi descompus rapid în sarea și vântul climatului tropical. În plus, șefii sau căpeteniile nu locuiau în palate elaborate de piatră, nici religia lor nu necesita construirea de temple sau complexe mari.
Studiile tradiților orale, lingvistice și culturale maldiviene confirmă faptul că primii locuitori erau oameni de pe țărmurile sudice ale vecinului Subcontinent Indian, inclusiv Poporul Giraavaru, menționat în legendele antice și folclorul local despre înființarea capitalei și domniei regale în Malé.

### Perioada budistă

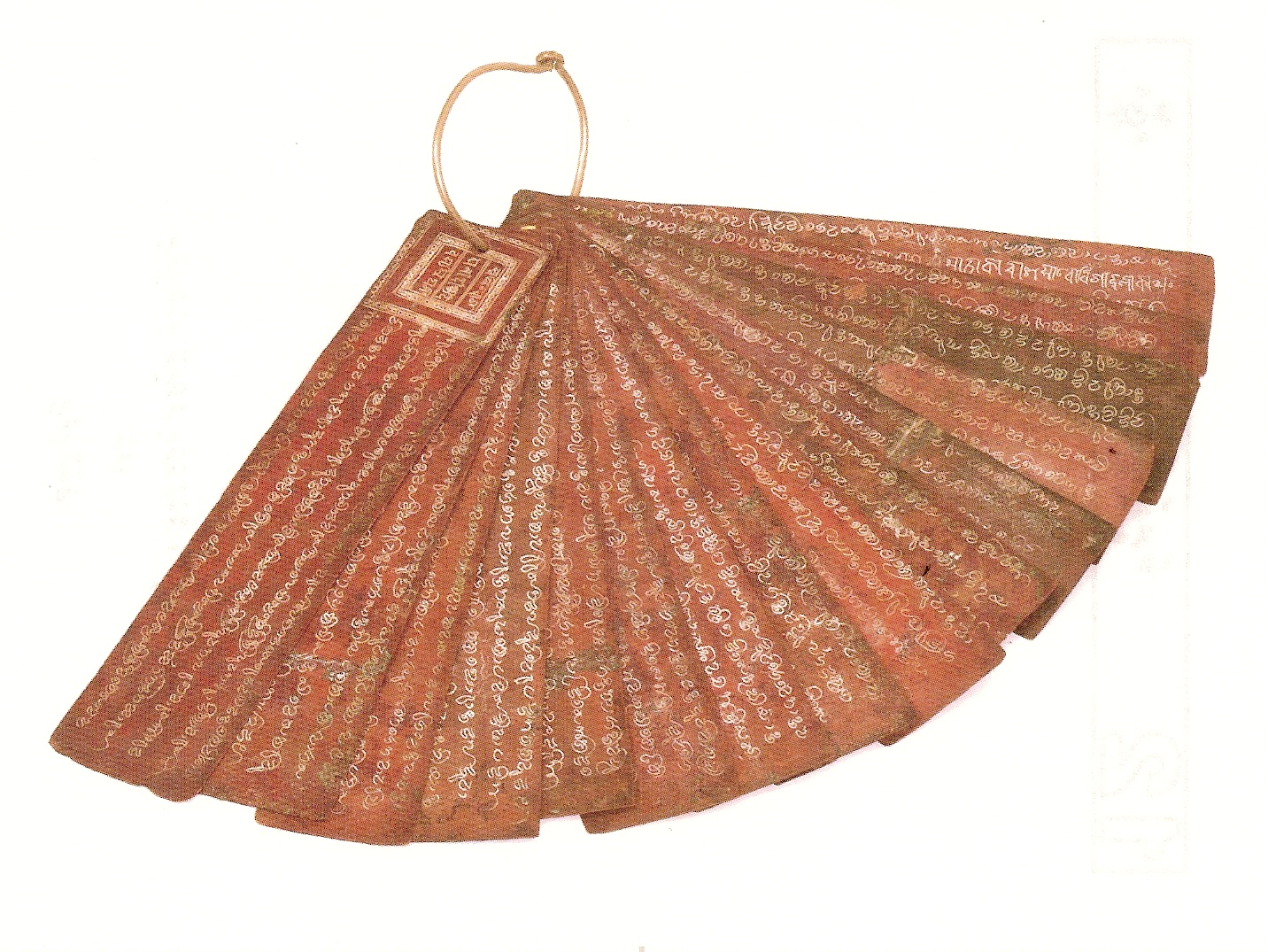
Isdhoo Lōmāfānu este cea mai veche carte din cupru descoperită până în prezent în Maldive. Cartea a fost scrisă în anul 1194 d.Hr. (590 AH) în forma Evēla a Divehi akuru, în timpul domniei lui Siri Fennaadheettha Mahaa Radun (Dhinei Kalaminja).

În ciuda faptului că este menționată pe scurt în majoritatea cărților de istorie, perioada budistă de 1.400 de ani are o importanță fundamentală în istoria Maldivelor. În această perioadă, cultura Maldivelor s-a dezvoltat și a înflorit, o cultură care supraviețuiește și astăzi. Limba maldiviană, scripturile timpurii maldiviene, arhitectura, instituțiile de conducere, obiceiurile și manierele maldivienilor își au originea în perioada în care Maldivele erau un regat budist.
Budismul s-a răspândit probabil în Maldive în secolul al III-lea î.Hr., în timpul expansiunii împăratului Ashoka, și a devenit religia dominantă a poporului Maldivelor până în secolul al XII-lea. Dovezi arheologice dintr-o mănăstire budistă veche din Kaashidhoo au fost datate între anii  205 și 560 d.Hr., pe baza datării cu radiocarbon a depozitelor de scoici descoperite în fundațiile stupalor și ale altor structuri din mănăstire. Regii maldivieni antici promovau Budismul, iar primele scrieri și realizări artistice maldiviene, sub forma unor sculpturi și arhitecturi foarte dezvoltate, își au originea în acea perioadă. Aproape toate rămășițele arheologice din Maldive provin din stupari și mănăstiri budiste, iar toate artefactele descoperite până în prezent prezintă o iconografie caracteristică budistă.

### Perioada islamică
Importanța arabilor ca comercianți în Oceanul Indian până în secolul al XII-lea poate explica parțial de ce ultimul rege budist al Maldivelor, Dhovemi, s-a convertit la islam în anul 1153 (sau 1193). Adoptând titlul musulman de Sultan Muhammad al-Adil, el a inițiat o serie de șase dinastii islamice care au durat până în anul 1932, când sultanatul a devenit electiv. Titlul formal al sultanului până în anul 1965 era „Sultan al Pământului și al Mării, Stăpân al celor douăsprezece mii de insule și Sultan al Maldivelor”, care venea cu stilul „Înălțime”.
Un călător marocan numit Abu al-Barakat Yusuf al-Barbari este în mod tradițional menționat pentru această conversie. Conform poveștii spuse lui Ibn Battutah, o moschee a fost construită cu inscripția: „Sultanul Ahmad Shanurazah a acceptat islamul de la mâna lui Abu al-Barakat Yusuf al-Barbari.” Unii experți au sugerat posibilitatea ca Ibn Battuta să fi citit greșit textele maldiviene și să fi avut o predispoziție față de narativa nord-africană, maghrebiană a acestui Shaykh, în loc de contul originilor persane care era de asemenea cunoscut la acea vreme.
Alți experți susțin că ar fi putut fi din orașul persan Tabriz. Această interpretare, susținută de cronicile istorice locale mai fiabile, Raadavalhi și Taarikh, este că Abu al-Barakat Yusuf al-Barbari era Abdul Barakat Yusuf Shams ud-Dīn at-Tabrīzī, cunoscut local și ca Tabrīzugefānu. În scriptul arab, cuvintele al-Barbari și al-Tabrizi sunt foarte asemănătoare, deoarece la acea vreme, araba avea mai multe consoane care arătau identic și puteau fi diferențiate doar prin contextul general (acest lucru s-a schimbat de atunci prin adăugarea de puncte deasupra sau dedesubtul literelor pentru a clarifica pronunția – De exemplu, litera „B” în araba modernă are un punct dedesubt, în timp ce litera „T” arată identic, cu excepția faptului că are două puncte deasupra). „ٮوسڡ الٮٮرٮرى” ar putea fi citit ca „Yusuf at-Tabrizi” sau „Yusuf al-Barbari”.
Mormântul venerat al savantului se află acum pe teritoriul Medhu Ziyaaraiy, vizavi de Moscheea de Vineri, sau Hukuru Miskiy, în Malé. Construită inițial în anul 1153 și reconstruită în anul 1658, aceasta este una dintre cele mai vechi moschei supraviețuitoare din Maldive. Urmând conceptul islamic conform căruia înainte de islam exista perioada Jahiliya (ignoranță), în cărțile de istorie folosite de maldivieni, introducerea islamului la sfârșitul secolului al XII-lea este considerată piatra de temelie a istoriei țării. Cu toate acestea, influența culturală a budismului rămâne, o realitate experimentată direct de Ibn Battuta în timpul celor nouă luni petrecute acolo, între anii 1341 și 1345, servind ca judecător șef și căsătorindu-se cu familia regală a lui Omar I. El s-a implicat în politica locală și a plecat când deciziile sale stricte în regatul insular laissez-faire au început să creeze tensiuni cu conducătorii. În special, a fost indignat de faptul că femeile locale mergeau fără haine deasupra taliei— un epitet cultural al regiunii la acea vreme— și că localnicii nu au dat atenție când s-a plâns.
Comparativ cu alte zone din Asia de Sud, conversia Maldivelor la islam a avut loc relativ târziu. Maldivele au rămas un regat budist încă 500 de ani. Araba a devenit principala limbă de administrare (în loc de persană și urdu), iar școala Maliki de jurisprudență a fost introdusă, ambele sugerând un contact direct cu centrul lumii arabe.
Marinarii din Orientul Mijlociu tocmai începuseră să preia rutele comerciale ale Oceanului Indian în secolul al X-lea și au descoperit că Maldivele erau o legătură importantă în aceste rute, fiind prima escală pentru comercianții din Basra care navigau spre Asia de Sud-Est. Comerțul implica în principal scoici cowrie—folosite pe scară largă ca formă de monedă în întreaga Asia și pe părți ale coastei Est-Africane—și fibre de coir. Sultanatul Bengalului, unde scoicile cowrie erau folosite ca monedă legală, a fost unul dintre principalii parteneri comerciali ai Maldivelor. Comerțul cu scoici cowrie dintre Bengal și Maldive a fost cea mai mare rețea de comerț cu monede din scoică din istorie.
Celălalt produs esențial al Maldivelor era coir, fibra din coaja uscată de nucă de cocos, rezistentă la apa sărată. Era folosită pentru a coase și a echipa dhow-urile care navigau pe Oceanul Indian. Coirul maldivian era exportat în Sindh, China, Yemen și Golful Persic.

### Perioada protectoratului

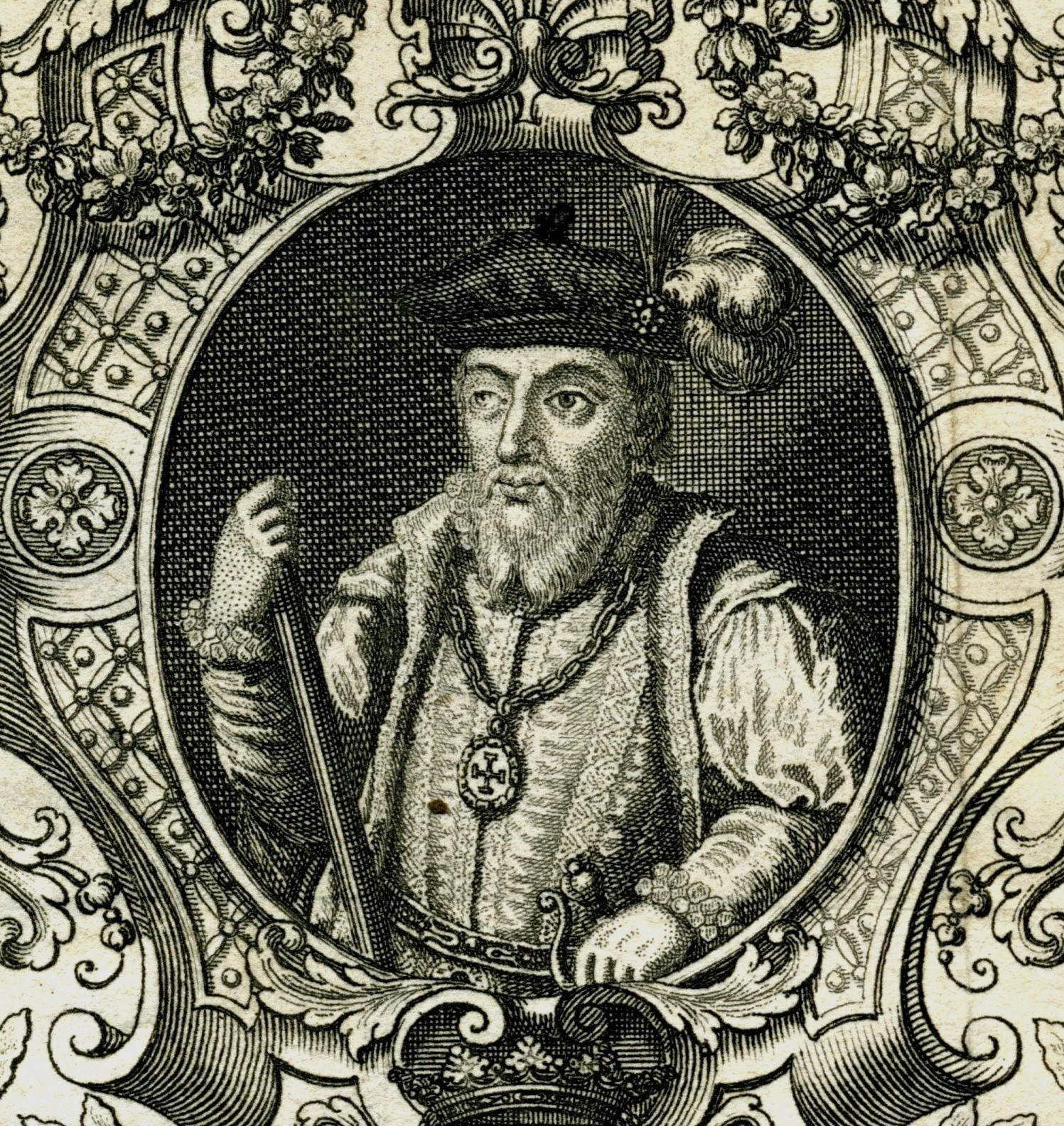
Prezența portugheză în Maldive a fost stabilită în 1558, din ordinul lui Constantino de Braganza, vicerege al Indiei portugheze.

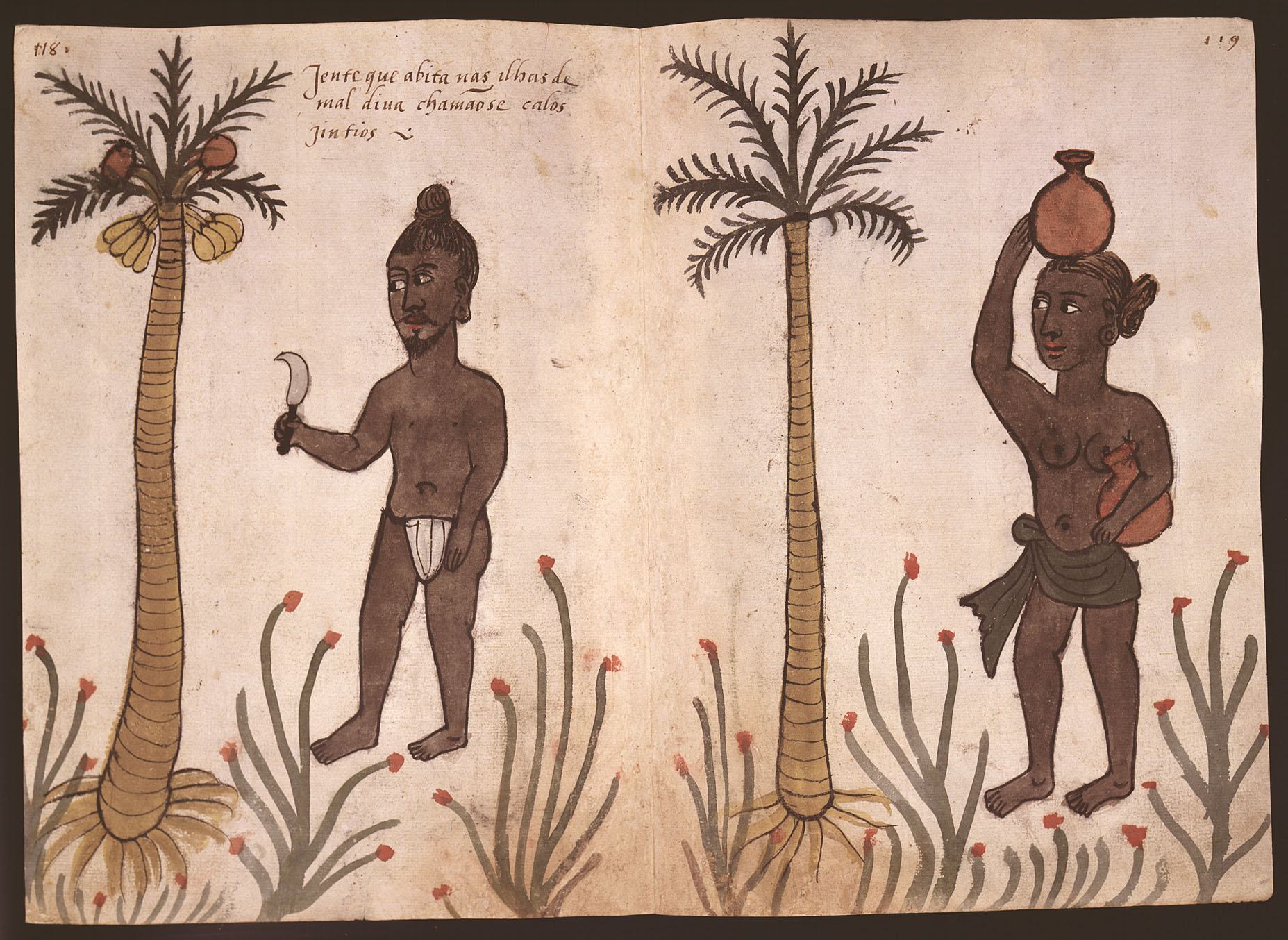
Ilustrație portugheză din secolul al XVI-lea din Códice Casanatense, înfățișând muncitori

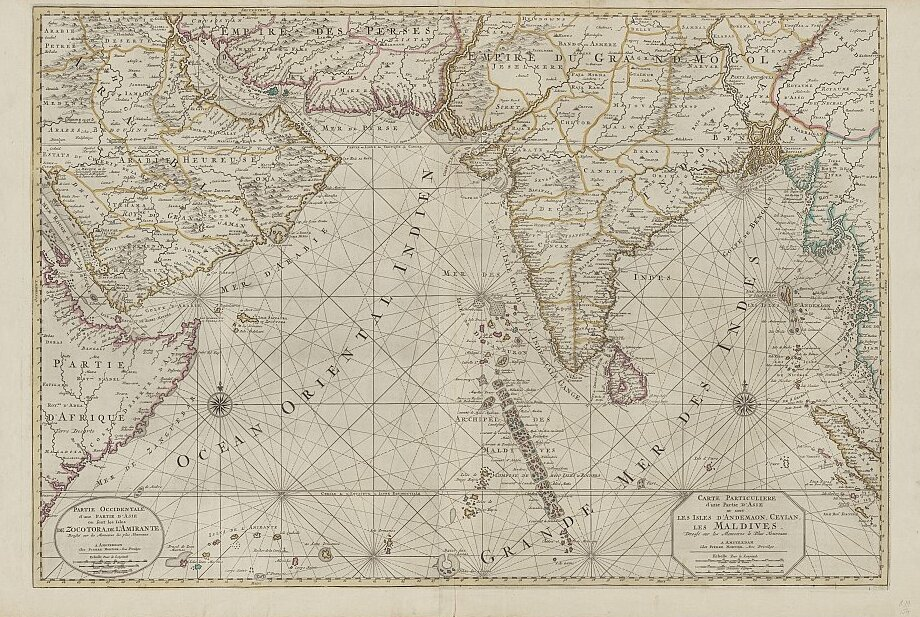
Harta din secolul al XVIII-lea înfățișând cu detaliu insulele Maldivelor

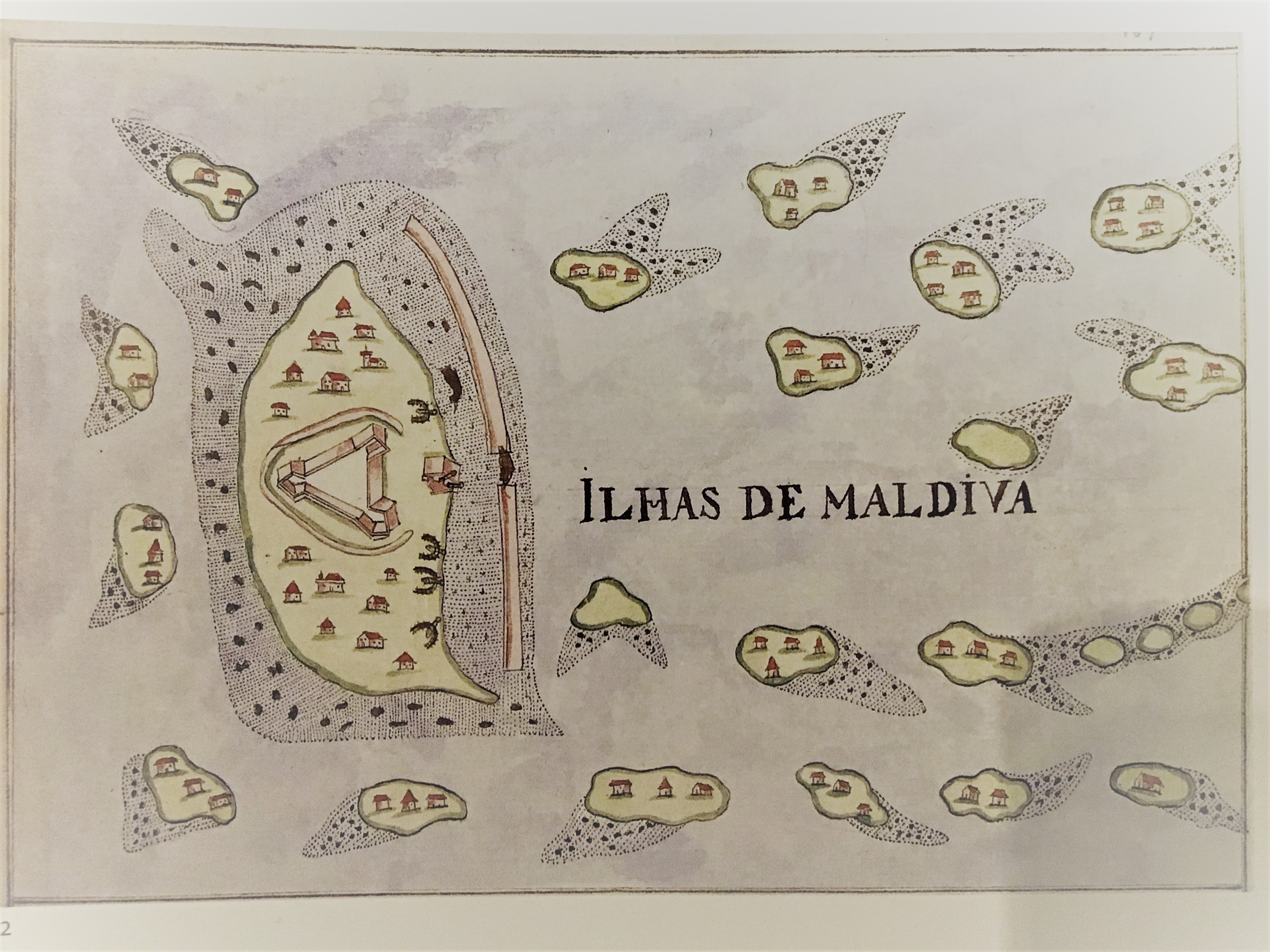
Desen portughez din secolul al XVII-lea al cetății din Maldive și al arhipelagului.

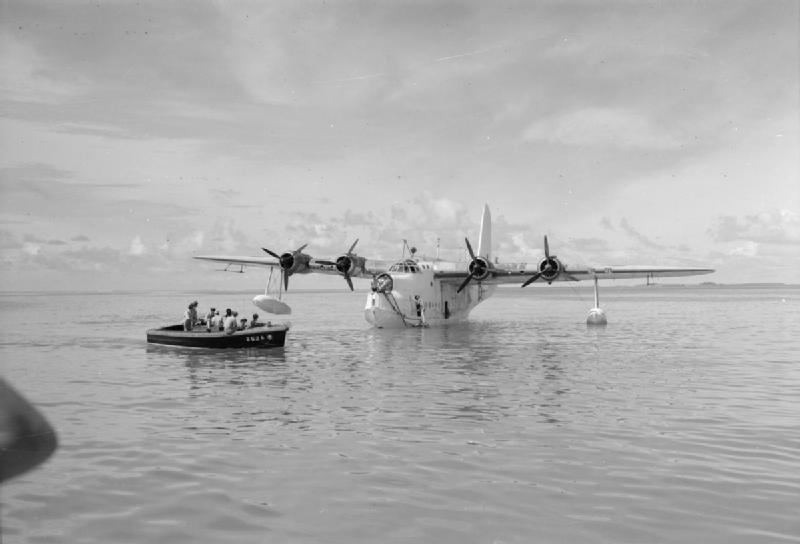
Un Sunderland RAF acostat în laguna de la atolul Addu, în timpul celui de-al Doilea Război Mondial

În anul 1558, portughezii au stabilit o mică garnizoană cu un supraveghetor al unei fabrici (post de comerț) în Maldive, pe care o administrau din colonia lor principală din Goa. Încercările lor de a impune forțat creștinismul sub amenințarea morții au provocat o revoltă locală condusă de Muhammad Thakurufaanu al-A'uẓam, cei doi frați ai săi și Dhuvaafaru Dhandahele, care, cincisprezece ani mai târziu, au alungat portughezii din Maldive. Acest eveniment este acum comemorat ca Ziua Națională, cunoscută sub numele de Qaumee Dhuvas (însemnând literalmente „Național” și „Zi”). Este sărbătorită în prima zi a lunii Rabi' al-Awwal, a treia lună a calendarului Hijri (islamic).
La mijlocul secolului al XVII-lea, olandezii, care îi înlocuiseră pe portughezi ca putere dominantă în Ceylon, au stabilit o hegemonie asupra afacerilor maldiviene fără a se implica direct în problemele locale, care erau guvernate conform unor obiceiuri islamice seculare.
Britanicii i-au alungat pe olandezi din Ceylon în anul 1796 și au inclus Maldivele ca un protectorat britanic. Statutul Maldivelor ca protectorat britanic a fost înregistrat oficial într-un acord din 1887, în care sultanul Muhammad Mueenuddeen II a acceptat influența britanică asupra relațiilor externe și apărării Maldivelor, păstrând în același timp autodeterminarea, care continua să fie reglementată de instituțiile tradiționale musulmane, în schimbul unui tribut anual. Statutul insulelor era similar cu cel al altor protectorate britanice din regiunea Oceanului Indian, inclusiv Zanzibar și Statele Truciale.
În perioada britanică, puterile sultanului au fost preluate de prim-ministru, spre nemulțumirea guvernatorului general britanic, care continua să se ocupe de sultanul ineficient. În consecință, Marea Britanie a încurajat dezvoltarea unei monarhii constituționale, iar prima Constituție a fost proclamată în anul 1932. Cu toate acestea, noile aranjamente nu îi favorizau nici pe sultan, nici pe prim-ministru, ci mai degrabă un grup de tineri reformiști educați în Marea Britanie. Ca urmare, au fost instigate gloate furioase împotriva Constituției, care a fost ruptă în bucăți în public.
Maldivele au rămas un protectorat al coroanei britanice până în 1953, când sultanatul a fost suspendat și a fost declarată Prima Republică sub scurtul mandat de președinte al lui Mohamed Amin Didi. În timp ce servea ca prim-ministru în anii 1940, Didi a naționalizat industria exportului de pește. Ca președinte, este amintit ca un reformator al sistemului educațional și un susținător al drepturilor femeilor. Conservatorii din Malé i-au înlăturat guvernul, iar în timpul unei revolte din cauza penuriei de alimente, Didi a fost bătut de o gloată și a murit pe o insulă din apropiere.
Începând cu anii 1950, istoria politică din Maldive a fost influențată în mare măsură de prezența militară britanică pe insule. În anul 1954, restaurarea sultanatului a perpetuat domnia trecutului. Doi ani mai târziu, Regatul Unit a obținut permisiunea de a reînființa aerodromul său din timpul războiului, RAF Gan, în cel mai sudic Atol Addu, angajând sute de localnici. În anul 1957, însă, noul prim-ministru, Ibrahim Nasir, a cerut o revizuire a acordului. Nasir a fost contestat în 1959 de o mișcare secesionistă locală în cele trei atoli sudice, care beneficiau economic de prezența britanică pe Gan. Acest grup a rupt legăturile cu guvernul Maldivelor și a format un stat independent, Republica Suvadive cu Abdullah Afeef ca președinte și Hithadhoo ca capitală. Un an mai târziu, Republica Suvadive a fost desființată după ce Nasir a trimis vase de război din Malé cu poliția guvernamentală, iar Abdullah Afeef a plecat în exil. Între timp, în anul 1960 Maldivele au permis Regatului Unit să continue să folosească atât facilitățile de pe Gan, cât și cele de pe Hithadhoo timp de treizeci de ani, cu plata a 750.000 de lire sterline între 1960 și 1965 pentru dezvoltarea economică a Maldivelor. Baza a fost închisă în anul 1976 ca parte a retragerii mai largi a forțelor britanice staționate permanent „Est de Suez”.

### Independență și republică

Steagul sultanului Maldivelor

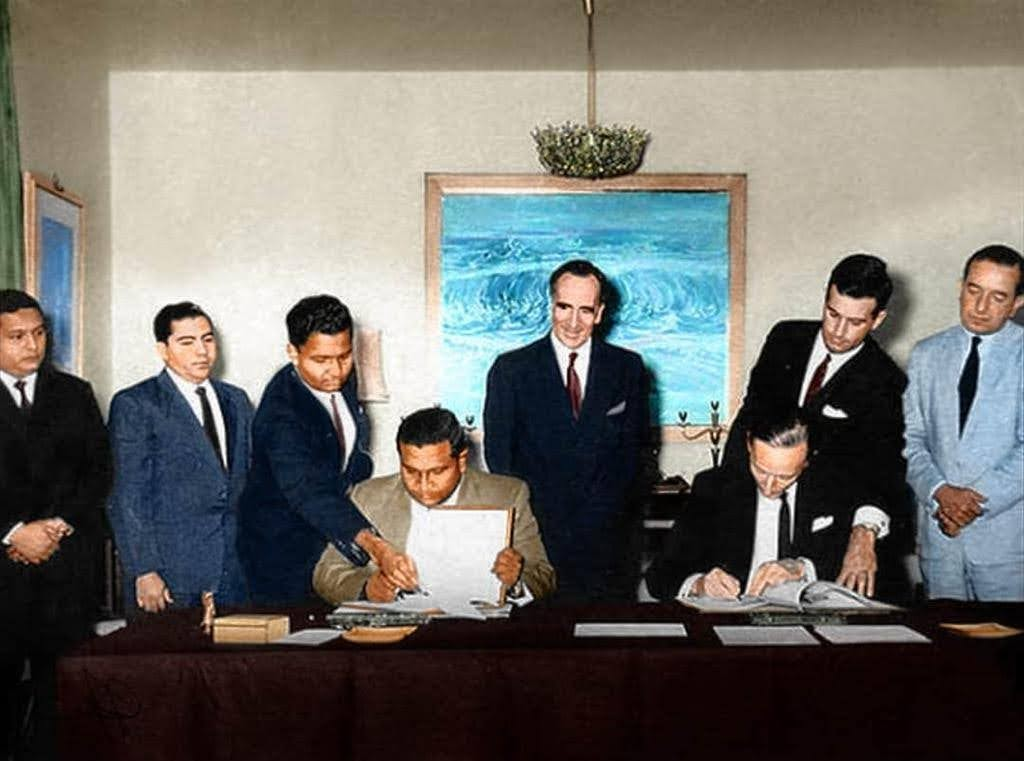
Prim-ministrul Ibrahim Nasir semnează acordul de independență cu britanicii la 26 iulie 1965.

Când britanicii au devenit din ce în ce mai incapabili să-și mențină controlul colonial asupra Asiei și își pierdeau coloniile în favoarea populațiilor indigene care doreau libertate, pe data de 26 iulie 1965 a fost semnat un acord în numele sultanului de Ibrahim Nasir Rannabandeyri Kilegefan, prim-ministru, și în numele guvernului britanic de Sir Michael Walker, ambasadorul britanic desemnat pentru Insulele Maldive, care a pus capăt oficial autorității britanice asupra apărării și afacerilor externe ale Maldivelor. Insulele au obținut astfel independența, ceremonia având loc la Reședința Înaltului Comisar Britanic din Colombo. După aceasta, sultanatul a continuat încă trei ani sub Sir Muhammad Fareed Didi, care s-a declarat Rege după independență.
Pe data de 15 noiembrie 1967, a avut loc un vot în parlament pentru a decide dacă Maldivele ar trebui să continue ca monarhie constituțională sau să devină republică. Dintre cei 44 de membri ai parlamentului, 40 au votat în favoarea unei republici. Pe data de 15 martie 1968, a avut loc un referendum național pe această temă, iar 93,34% dintre cei care au participat au votat în favoarea înființării unei republici. Republica a fost declarată pe data de 11 noiembrie 1968, punând astfel capăt monarhiei vechi de 853 de ani, care a fost înlocuită de o republică sub președinția lui Ibrahim Nasir. Deoarece regele deținea puțină putere reală, aceasta a fost văzută ca o schimbare cosmetică și a necesitat puține modificări în structurile guvernamentale.
Turismul a început să fie dezvoltat în arhipelag la începutul anilor 1970. Primul resort din Maldive a fost Kurumba Maldives, care a primit primii oaspeți pe data de 3 octombrie 1972. Primul recensământ precis a avut loc în data de decembrie 1977 și a arătat că 142.832 de oameni trăiau în Maldive.
Luptele politice din anii 1970 între facțiunea lui Nasir și alte personalități politice au dus la arestarea și exilul prim-ministrului ales Ahmed Zaki pe un atol îndepărtat în anul 1975. Declinul economic a urmat închiderii aeroportului britanic de pe Gan și colapsului pieței pentru peștele uscat, un export important. Cu sprijinul pentru administrația sa în scădere, Nasir a fugit în Singapore în 1978, luând cu el milioane de dolari din trezorerie.
Maumoon Abdul Gayoom și-a început mandatul de 30 de ani ca președinte în anul 1978, câștigând șase alegeri consecutive fără opoziție. Alegerea sa a fost văzută ca marcând începutul unei perioade de stabilitate politică și dezvoltare economică, având în vedere prioritatea lui Maumoon de a dezvolta insulele mai sărace. Turismul a înflorit, iar contactele străine sporite au stimulat dezvoltarea. Cu toate acestea, domnia lui Maumoon a fost controversată, unii critici spunând că Maumoon era un autocrat care a reprimat disidența limitând libertățile și practicând favoritism politic.
O serie de tentative de lovitură de stat (în anii 1980, 1983 și 1988) de către susținătorii lui Nasir și interesele de afaceri au încercat să răstoarne guvernul fără succes. În timp ce primele două încercări au avut puțin succes, tentativa de lovitură de stat din 1988 a implicat o forță de aproximativ 80 de mercenari din PLOTE care au cucerit aeroportul și l-au determinat pe Maumoon să fugă din casă în casă până la intervenția a 1.600 de trupe indiene transportate cu avionul în Malé, care au restaurat ordinea.
Lovitura de stat din luna noiembrie a anului 1988 a fost condusă de Ibrahim Lutfee, un om de afaceri, și Sikka Ahmed Ismail Manik, tatăl fostei prima doamne a Maldivelor Fazna Ahmed. Atacatorii au fost învinși de Serviciile Naționale de Securitate ale Maldivelor. În noaptea de 3 noiembrie 1988, Forțele Aeriene Indiene au transportat un grup de batalion de parașutiști din Agra și i-au zburat peste 2.000 kilometri (1.200 mi) până în Maldive. Până când forțele armate indiene au ajuns în Maldive, forțele mercenare plecaseră deja din Malé pe nava piratată MV Progress Light. Parașutiștii indieni au aterizat pe Hulhulé și au asigurat aeroportul, restaurând guvernul în Malé în câteva ore. Operațiunea scurtă, denumită Operațiunea Cactus, a implicat și Marina Indiană, care a asistat în capturarea navei MV Progress Light și în salvarea ostaticilor și a echipajului.

### Secolul al XXI-lea

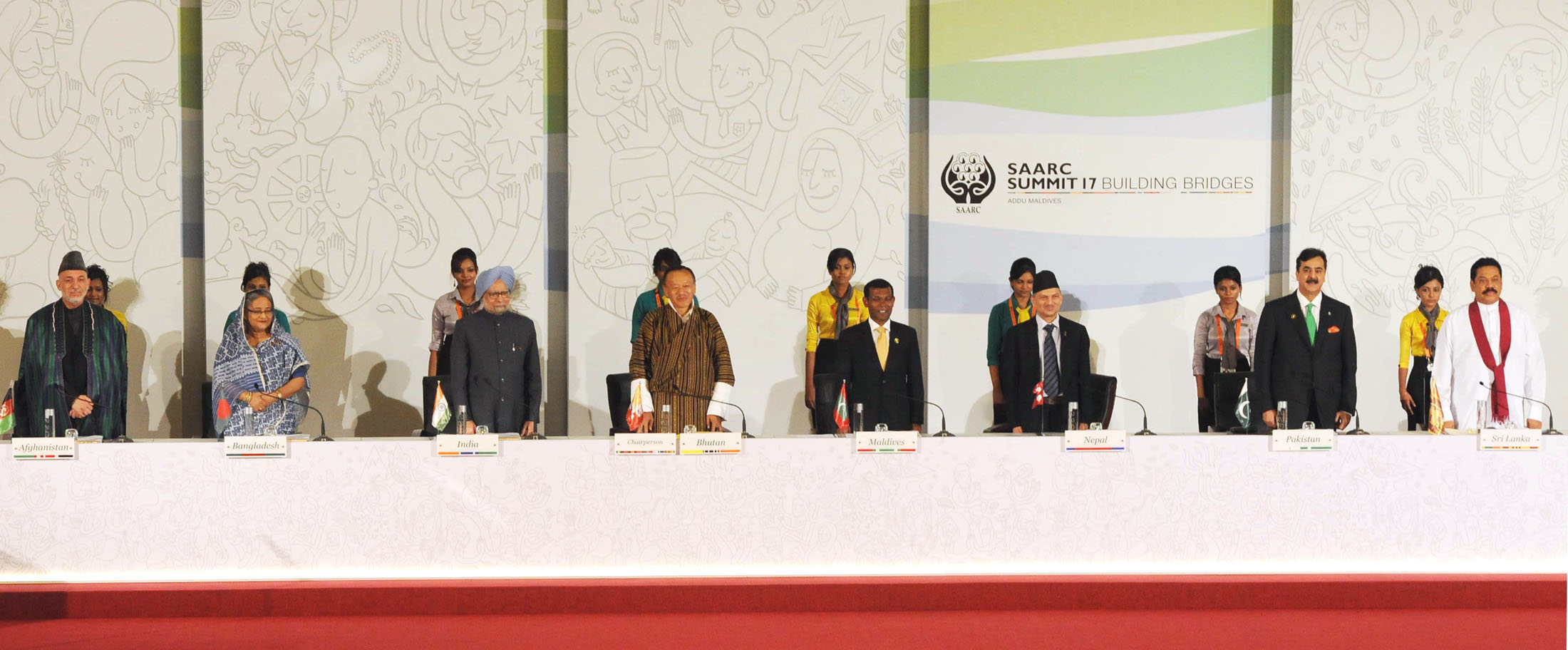
Al 17-lea summit SAARC din orașul Addu, Maldive

Maldivele au fost devastate de un tsunami pe data de 26 decembrie 2004, după cutremurul din Oceanul Indian. Doar nouă insule au scăpat de inundații, în timp ce cincizeci și șapte de insule au suferit daune grave infrastructurii critice, paisprezece insule au trebuit evacuate complet, iar șase insule au fost distruse. În plus, douăzeci și una de insule rezort au fost nevoite să se închidă din cauza daunelor provocate de tsunami. Daunele totale au fost estimate la peste 400 de milioane de dolari SUA, adică aproximativ 62% din PIB. 102 maldivieni și 6 străini au murit în urma tsunami-ului. Impactul distructiv al valurilor asupra insulelor de joasă altitudine a fost atenuat de faptul că nu exista o platformă continentală sau o masă de uscat pe care valurile să-și poată crește înălțimea. Cele mai înalte valuri au fost raportate la 14 picioare (4,3 m).
În timpul ultimei părți a domniei lui Maumoon, au apărut mișcări politice independente în Maldive, care au contestat partidul de atunci Partidul Poporului Dhivehi (Maldivian People's Party, MPP) și au cerut reforme democratice. Jurnalistul și activistul disident Mohamed Nasheed a fondat Partidul Democrat Maldivian (MDP) în 2003 și l-a presat pe Maumoon să permită reforme politice graduale. În anul 2008, o nouă constituție a fost aprobată și au avut loc primele alegeri prezidențiale directe, câștigate de Nasheed în al doilea tur. Administrația sa s-a confruntat cu multe provocări, inclusiv datoria uriașă lăsată de guvernul anterior, scăderea economică după tsunami-ul din anul 2004, cheltuielile excesive folosind supraimprimarea monedei locale (rufiyaa), șomajul, corupția și creșterea consumului de droguri. Taxele pe mărfuri au fost impuse pentru prima dată în țară, iar taxele vamale au fost reduse pentru multe bunuri și servicii. Asigurarea de sănătate universală (Aasandha) și beneficiile de asistență socială au fost acordate persoanelor în vârstă de 65 de ani sau mai mult, părinților singuri și celor cu nevoi speciale.
Nevoi sociale și neliniști politice au crescut la sfârșitul anului 2011, după campaniile de opoziție în numele protejării islamului. Nasheed a demisionat controversat din funcție după ce un număr mare de polițiști și militari s-au revoltat în luna februarie a anului 2012. Vicepreședintele lui Nasheed, Mohamed Waheed Hassan Manik, a depus jurământul ca președinte. Nasheed a fost ulterior arestat, condamnat pentru terorism și condamnat la 13 ani de închisoare. Procesul a fost văzut pe scară largă ca fiind defectuos și politic. Grupul de Lucru al ONU privind Detenția Arbitrară a cerut eliberarea imediată a lui Nasheed.
Alegerile din sfârșitul anului 2013 au fost foarte contestate. Fostul președinte Nasheed a câștigat cele mai multe voturi în primul tur, dar Curtea Supremă a anulat rezultatul, în ciuda evaluării pozitive a observatorilor electorali internaționali. În turul repetat, Abdulla Yameen, fratele vitreg al fostului președinte Maumoon, a preluat președinția. Yameen a supraviețuit unei tentative de asasinat la sfârșitul anului 2015. Vicepreședintele Mohamed Jameel Ahmed a fost îndepărtat din funcție după o moțiune de neîncredere din partea Majlis-ului Poporului, fiind acuzat că conspira cu partidele politice de opoziție și planifica revolte. Vicepreședintele Ahmed Adeeb a fost ulterior arestat împreună cu 17 susținători pentru „infracțiuni de ordin public”, iar guvernul a inițiat o represiune mai largă împotriva complicilor săi. O stare de urgență a fost declarată ulterior înaintea unui miting anti-guvernamental planificat, iar Majlis-ul Poporului (parlamentul) a accelerat îndepărtarea lui Adeeb.
La alegerile din 2018, Ibrahim Mohamed Solih a câștigat cele mai multe voturi și a depus jurământul ca noul președinte al Maldivelor în noiembrie 2018. Adeeb a fost eliberat de instanțele din Malé în iulie 2019 după ce condamnarea sa pentru acuzații de terorism și corupție a fost anulată, dar a fost plasat sub interdicție de călătorie după ce procurorul de stat a apelat decizia într-un caz de corupție și spălare de bani. Adeeb a scăpat într-o remorcă pentru a cere azil în India. Se înțelege că Garda de Coastă Indiană a escortat remorca până la Linia Internațională a Graniței Maritime (IMBL) și apoi a fost „transferat” pe o navă a Gărzii de Coastă a Maldivelor, unde oficialii l-au luat în custodie. Fostul președinte Abdulla Yameen a fost condamnat la cinci ani de închisoare în noiembrie 2019 pentru spălare de bani. Curtea Supremă a menținut sentința de închisoare în ianuarie 2021. Cu toate acestea, Curtea Supremă a anulat condamnarea lui Yameen în luna noiembrie a anului 2021.
La alegerile din 2023, candidatul Congresului Național al Poporului (PNC), Mohamed Muizzu, a câștigat al doilea tur de scrutin al alegerilor prezidențiale din Maldive, învingându-l pe președintele în funcție, Ibrahim Solih, cu 54% din voturi. Pe data de 17 octombrie 2023, Mohamed Muizzu a depus jurământul ca al optulea președinte al Republicii Maldive. Mohamed Muizzu este văzut pe scară largă ca fiind pro-China, ceea ce înseamnă o înrăutățire a relațiilor cu India. În 2024, fostul președinte Abdulla Yameen Abdul Gayoom a fost eliberat din condamnarea sa de 11 ani, iar Curtea Supremă a ordonat un nou proces.

## Geografie

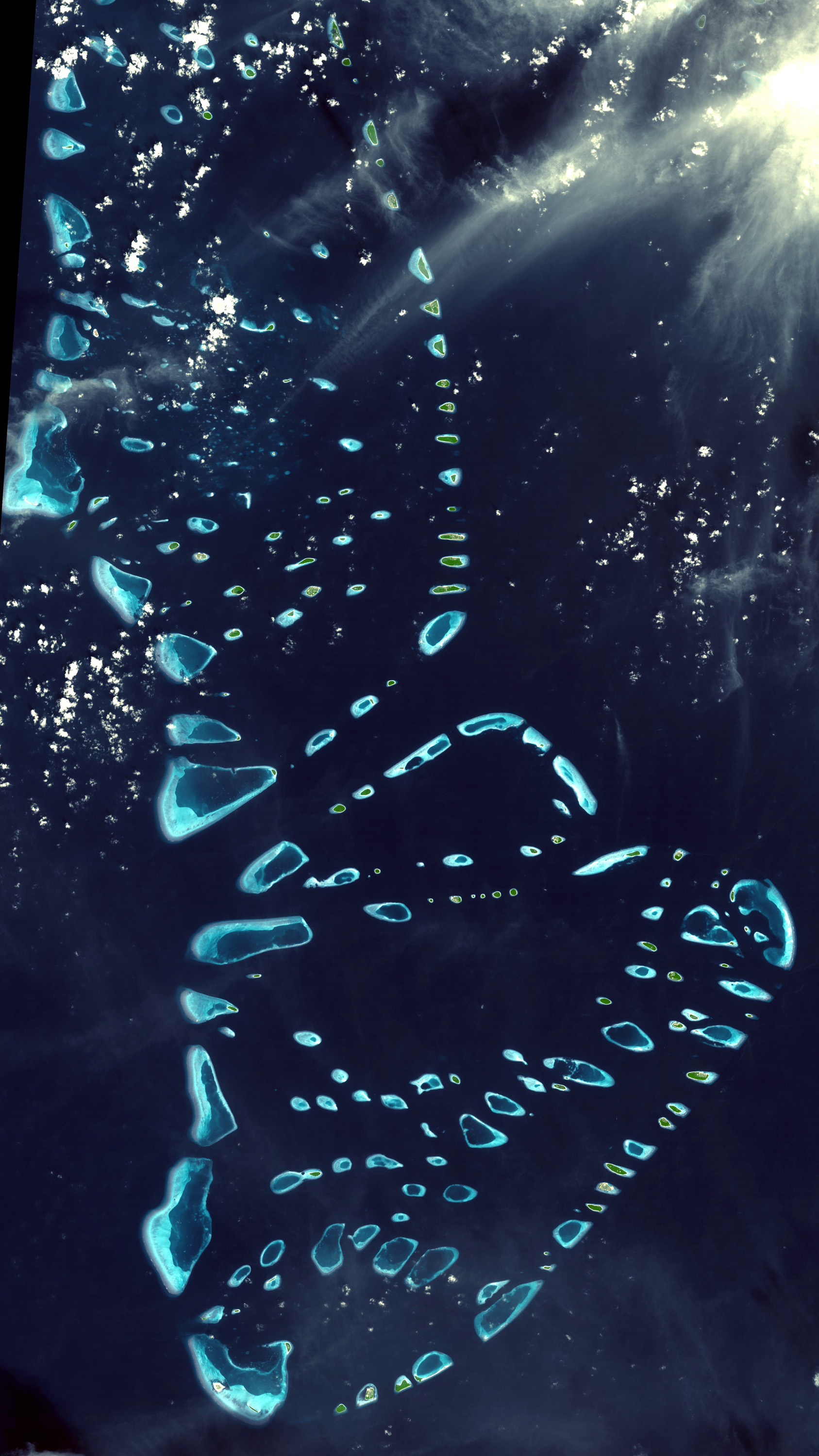
Atolul Maalhosmadulu văzut din spațiu.

Maldivele sunt formate din 1.192 de insule coraligene grupate într-un lanț dublu de 26 de atoli, care se întind pe o lungime de 871 kilometri (541 mile) de la nord la sud și 130 kilometri (81 mile) de la est la vest, răspândite pe aproximativ 90.000 kilometri pătrați (35.000 mi2), dintre care doar 298 km2 (115 mi2) este uscat, ceea ce o face una dintre cele mai dispersate țări din lume. Se află între latitudinile 1°S și 8°N și longitudinile 72° și 74°E. Atolii sunt compuși din recifuri de corali vii și bancuri de nisip, situate deasupra unui deal crestat lung de 960 kilometri (600 mi) care se ridică brusc din adâncurile Oceanului Indian și se întinde de la nord la sud.
Doar în apropierea capătului sudic al acestui zid natural de corali există două trecături deschise care permit navigația sigură a navelor de pe o parte a Oceanului Indian pe cealaltă prin apele teritoriale ale Maldivelor. În scopuri administrative, guvernul maldivian a organizat acești atoli în 21 de diviziuni administrative. Cea mai mare insulă a Maldivelor este cea a Gan, care aparține Atolului Laamu sau Hahdhummathi Maldive. În Atolul Addu, insulele cele mai vestice sunt conectate prin drumuri peste recif (numite colectiv Drumul Link), iar lungimea totală a drumului este de 14 km (9 mi).
Maldivele este cea mai joasă țară din lume, cu niveluri maxime și medii ale solului natural de doar 2,4 metri (7 ft 10 in) și, respectiv, 1,5 metri (4 ft 11 in) deasupra nivelului mării. În zonele unde există construcții, acest nivel a fost însă crescut la câțiva metri. Mai mult de 80 la sută din teritoriul țării este compus din insule coraligene care se ridică la mai puțin de un metru deasupra nivelului mării. Ca urmare, Maldivele sunt în pericol de a fi inundate din cauza creșterii nivelului mării. Grupul Interguvernamental pentru Schimbări Climatice a avertizat că, la ratele actuale, creșterea nivelului mării ar fi suficient de mare pentru a face Maldivele nelocuibile până în anul 2100.

### Climă

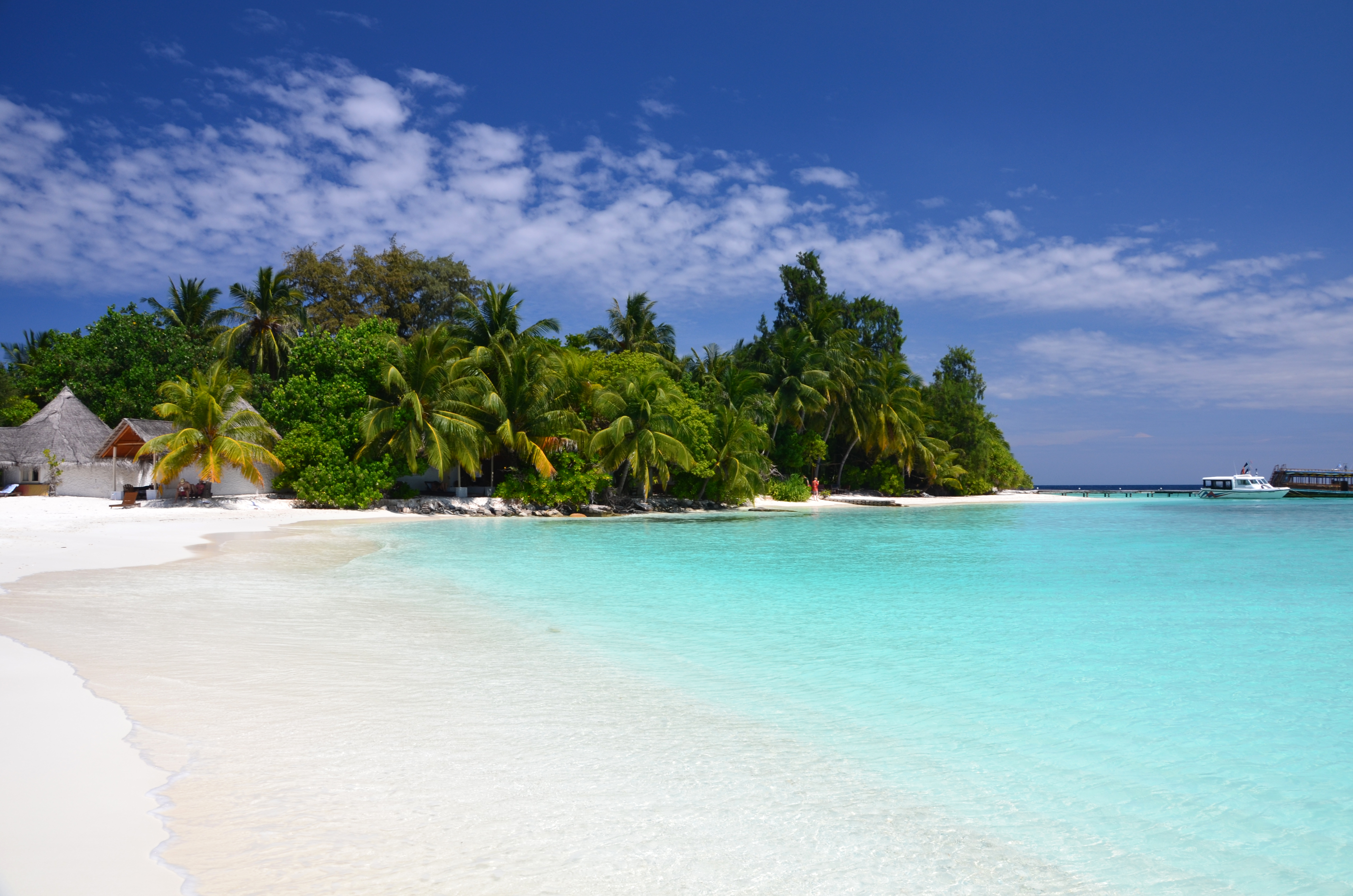
O plajă a insulei Bathala

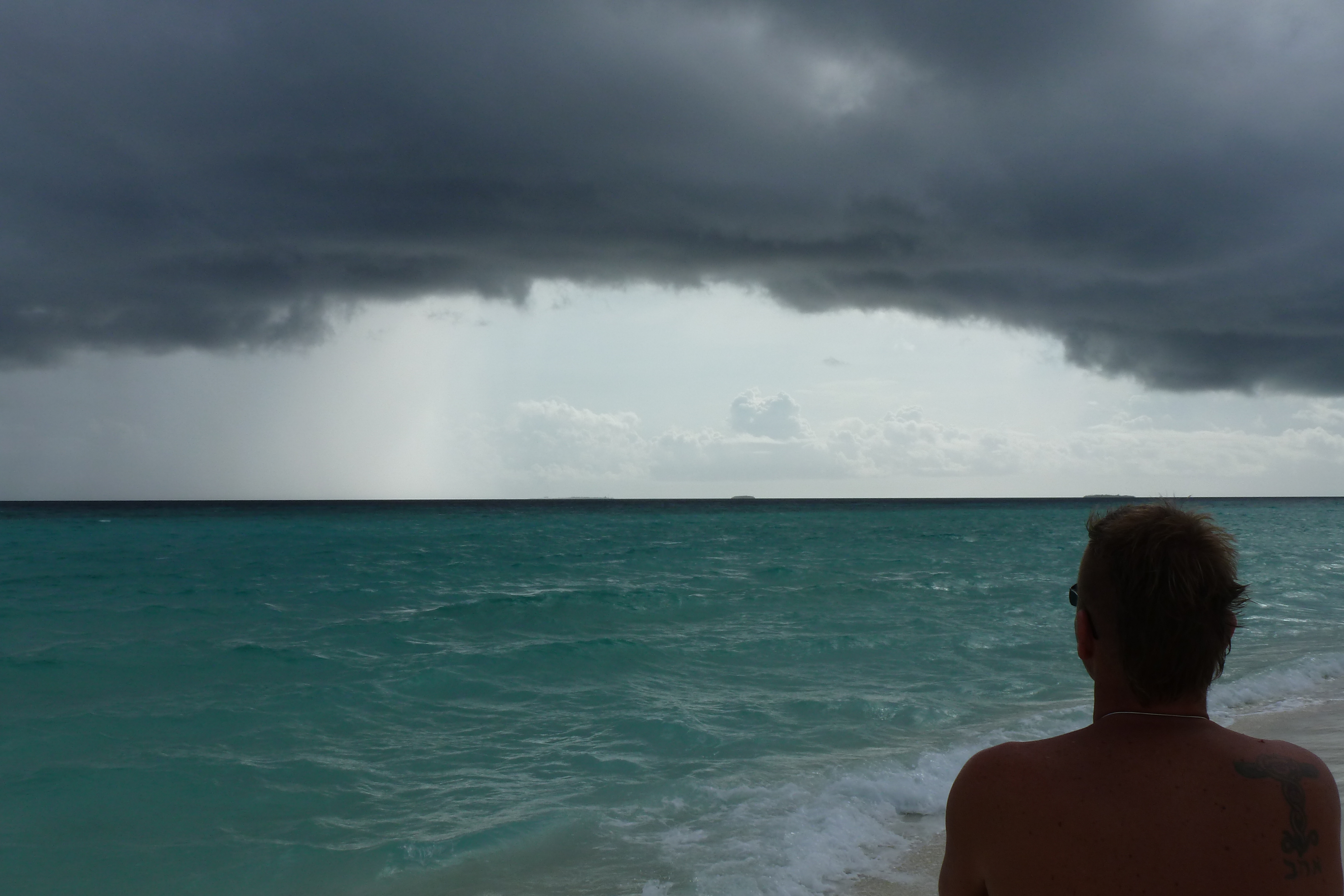
Nori întunecați care aduc ploi abundente, frecvente în sezonul ploios

Maldivele au o climă tropicală musonică (Am) conform clasificării climatice Köppen, care este influențată de masa mare de uscat a Asiei de Sud din nord. Deoarece Maldivele are cea mai joasă altitudine dintre toate țările din lume, temperatura este constant caldă și adesea umedă. Prezența acestei mase de uscat provoacă încălzire diferențiată a uscatului și apei. Acești factori declanșează un flux de aer bogat în umiditate din Oceanul Indian peste Asia de Sud, rezultând musonul de sud-vest. Două sezoane domină vremea Maldivelor: sezonul uscat asociat cu musonul de nord-est de iarnă și sezonul ploios asociat cu musonul de sud-vest, care aduce vânturi puternice și furtuni.
Trecerea de la musonul uscat de nord-est la musonul umed de sud-vest are loc în aprilie și mai. În această perioadă, vânturile de sud-vest contribuie la formarea musonului de sud-vest, care ajunge în Maldive la începutul lunii iunie și durează până la sfârșitul lunii noiembrie. Cu toate acestea, modelele meteorologice ale Maldivelor nu se conformează întotdeauna modelelor musonice din Asia de Sud. Precipitațiile anuale medii sunt de 254 centimetre (100 in) în nord și 381 centimetre (150 in) în sud.
Influența musonică este mai mare în nordul Maldivelor decât în sud, care este mai influențat de currenții ecuatoriali.

Temperatura medie maximă este de 31,5 grade Celsius, iar temperatura medie minimă este de 26,4 grade Celsius.
| Date climatice pentru Malé (1981–2010)                  | Date climatice pentru Malé (1981–2010) | Date climatice pentru Malé (1981–2010) | Date climatice pentru Malé (1981–2010) | Date climatice pentru Malé (1981–2010) | Date climatice pentru Malé (1981–2010) | Date climatice pentru Malé (1981–2010) | Date climatice pentru Malé (1981–2010) | Date climatice pentru Malé (1981–2010) | Date climatice pentru Malé (1981–2010) | Date climatice pentru Malé (1981–2010) | Date climatice pentru Malé (1981–2010) | Date climatice pentru Malé (1981–2010) | Date climatice pentru Malé (1981–2010) |
| Luna                                                    | Ian                                    | Feb                                    | Mar                                    | Apr                                    | Mai                                    | Iun                                    | Iul                                    | Aug                                    | Sep                                    | Oct                                    | Nov                                    | Dec                                    | Anual                                  |
| ------------------------------------------------------- | -------------------------------------- | -------------------------------------- | -------------------------------------- | -------------------------------------- | -------------------------------------- | -------------------------------------- | -------------------------------------- | -------------------------------------- | -------------------------------------- | -------------------------------------- | -------------------------------------- | -------------------------------------- | -------------------------------------- |
| Maxima medie °C (°F)                                    | 30.3 (86,5)                            | 30.7 (87,3)                            | 31.4 (88,5)                            | 31.6 (88,9)                            | 31.2 (88,2)                            | 30.6 (87,1)                            | 30.5 (86,9)                            | 30.4 (86,7)                            | 30.2 (86,4)                            | 30.2 (86,4)                            | 30.1 (86,2)                            | 30.1 (86,2)                            | 30,61 (87,09)                          |
| Media zilnică °C (°F)                                   | 28.0 (82,4)                            | 28.3 (82,9)                            | 28.9 (84)                              | 29.2 (84,6)                            | 28.8 (83,8)                            | 28.3 (82,9)                            | 28.2 (82,8)                            | 28.0 (82,4)                            | 27.8 (82)                              | 27.8 (82)                              | 27.7 (81,9)                            | 27.8 (82)                              | 28,2 (82,8)                            |
| Minima medie °C (°F)                                    | 25.7 (78,3)                            | 25.9 (78,6)                            | 26.4 (79,5)                            | 26.8 (80,2)                            | 26.3 (79,3)                            | 26.0 (78,8)                            | 25.8 (78,4)                            | 25.5 (77,9)                            | 25.3 (77,5)                            | 25.4 (77,7)                            | 25.2 (77,4)                            | 25.4 (77,7)                            | 25,8 (78,4)                            |
| Ploaie mm (inches)                                      | 114.2 (4.496)                          | 38.1 (1.5)                             | 73.9 (2.909)                           | 122.5 (4.823)                          | 218.9 (8.618)                          | 167.3 (6.587)                          | 149.9 (5.902)                          | 175.5 (6.909)                          | 199.0 (7.835)                          | 194.2 (7.646)                          | 231.1 (9.098)                          | 216.8 (8.535)                          | 1.901,4 (74,858)                       |
| Umiditate [%]                                           | 78.0                                   | 77.0                                   | 76.9                                   | 78.1                                   | 80.8                                   | 80.7                                   | 79.1                                   | 80.5                                   | 81.0                                   | 81.7                                   | 82.2                                   | 80.9                                   | 79,7                                   |
| Nr. de zile cu precipitații (≥ 1.0 mm)                  | 6                                      | 3                                      | 5                                      | 9                                      | 15                                     | 13                                     | 12                                     | 13                                     | 15                                     | 15                                     | 13                                     | 12                                     | 131                                    |
| Ore însorite                                            | 248.4                                  | 257.8                                  | 279.6                                  | 246.8                                  | 223.2                                  | 202.3                                  | 226.6                                  | 211.5                                  | 200.4                                  | 234.8                                  | 226.1                                  | 220.7                                  | 2.778,2                                |
| Sursa nr. 1: World Meteorological Organization          |                                        |                                        |                                        |                                        |                                        |                                        |                                        |                                        |                                        |                                        |                                        |                                        |                                        |
| Sursa nr. 2: NOAA (relative humidity and sun 1961–1990) |                                        |                                        |                                        |                                        |                                        |                                        |                                        |                                        |                                        |                                        |                                        |                                        |                                        |

### Creșterea nivelului mării
În anul 1988, autoritățile maldiviene au afirmat că creșterea nivelului mării va „acoperi complet această națiune din Oceanul Indian formată din 1.196 de insule mici în următorii 30 de ani”.
Raportul din anul 2007 al Grupului Interguvernamental pentru Schimbări Climatice a prezis că limita superioară a creșterii nivelului mării va fi de 59 centimetre (23 in) până în 2100, ceea ce înseamnă că majoritatea celor 200 de insule locuite ale republicii ar putea trebui abandonate. Conform cercetătorilor de la Universitatea din Southampton, Maldivele sunt a treia națiune insulară cea mai amenințată de inundații din cauza schimbărilor climatice ca procent din populație.
În anul 2008, Nasheed a anunțat planuri de a căuta să cumpere teren nou în India, Sri Lanka și Australia deoarece era îngrijorat de încălzirea globală și de posibilitatea ca o mare parte din insule să fie inundate de apa din creșterea nivelului mării. Achiziția de teren va fi făcută dintr-un fond generat de turism. Președintele a explicat intențiile sale: „Nu vrem să părăsim Maldivele, dar nici nu vrem să fim refugiați climatici trăind în corturi timp de decenii”.

La discuțiile internaționale despre climă din anul 2009, Nasheed a declarat că:
Pentru noi, renunțarea la combustibilii fosili nu este doar lucrul corect de făcut, ci este și în interesul nostru economic... Țările pionier se vor elibera de prețul imprevizibil al petrolului străin; vor profita de noua economie verde a viitorului și își vor spori statutul moral, oferindu-le o influență politică mai mare pe scena mondială.
Fostul președinte Mohamed Nasheed a spus în anul 2012: „Dacă emisiile de carbon continuă la ritmul în care urcă astăzi, țara mea va fi sub apă în șapte ani.” El a cerut mai multă acțiune de mitigare a schimbărilor climatice în timp ce participa la emisiunile de televiziune americane The Daily Show și Late Show with David Letterman, și a găzduit „prima ședință de cabinet subacvatică din lume” în 2009 pentru a sensibiliza asupra amenințărilor aduse de schimbările climatice. Preocupări cu privire la creșterea nivelului mării au fost exprimate și de predecesorul lui Nasheed, Maumoon Abdul Gayoom.
În anul 2020, un studiu de trei ani la Universitatea din Plymouth care a analizat Maldivele și Insulele Marshall a descoperit că mareele mută sedimentele pentru a crea o altitudine mai mare, un răspuns morfologic pe care cercetătorii l-au sugerat că ar putea ajuta insulele de joasă altitudine să se adapteze la creșterea nivelului mării și să mențină insulele locuibile. Cercetarea a raportat, de asemenea, că digurile marine compromit capacitatea insulelor de a se adapta la creșterea nivelului mării și că scufundarea insulelor este un rezultat inevitabil pentru insulele cu structuri costiere precum diguri marine. Hideki Kanamaru, ofițerul resurselor naturale al Organizației pentru Alimentație și Agricultură din Asia-Pacifică, a spus că studiul oferă o „nouă perspectivă” asupra modului în care națiunile insulare ar putea face față provocării creșterii nivelului mării și că, chiar dacă insulele se pot adapta natural la mări mai înalte prin ridicarea propriilor creste, oamenii trebuie să continue să lupte împotriva încălzirii globale și să protejeze populațiile insulare.

### Mediu
Problemele de mediu, pe lângă creșterea nivelului mării, includ gestionarea necorespunzătoare a deșeurilor și furtul de nisip. Deși Maldivele sunt menținute relativ curate și puține deșeuri pot fi găsite pe insule, majoritatea siturilor de eliminare a deșeurilor sunt adesea substandard. Cea mai mare parte a deșeurilor din Malé și din resorturile din apropiere din Maldive este eliminată la Thilafushi, o insulă industrială construită deasupra unei lagune recuperate la începutul anilor '90 pentru a rezolva problemele de gestionare a deșeurilor care afectau capitala și insulele din jur.
31 de zone protejate sunt administrate de Ministerul Schimbărilor Climatice, Mediului și Energiei și de Agenția pentru Protecția Mediului (EPA) din Maldive.

### Ecosistem marin

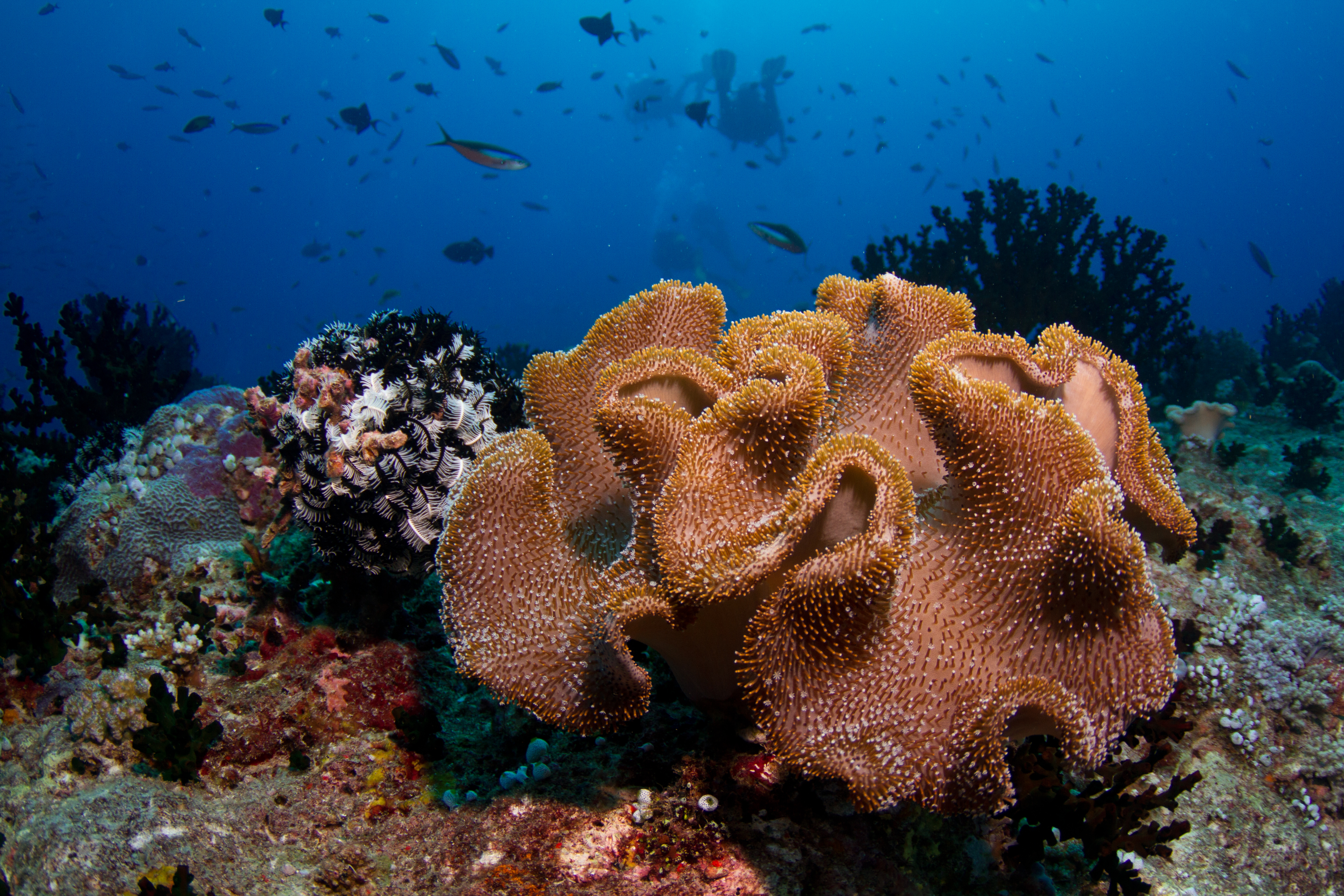
Coral moale din Maldive

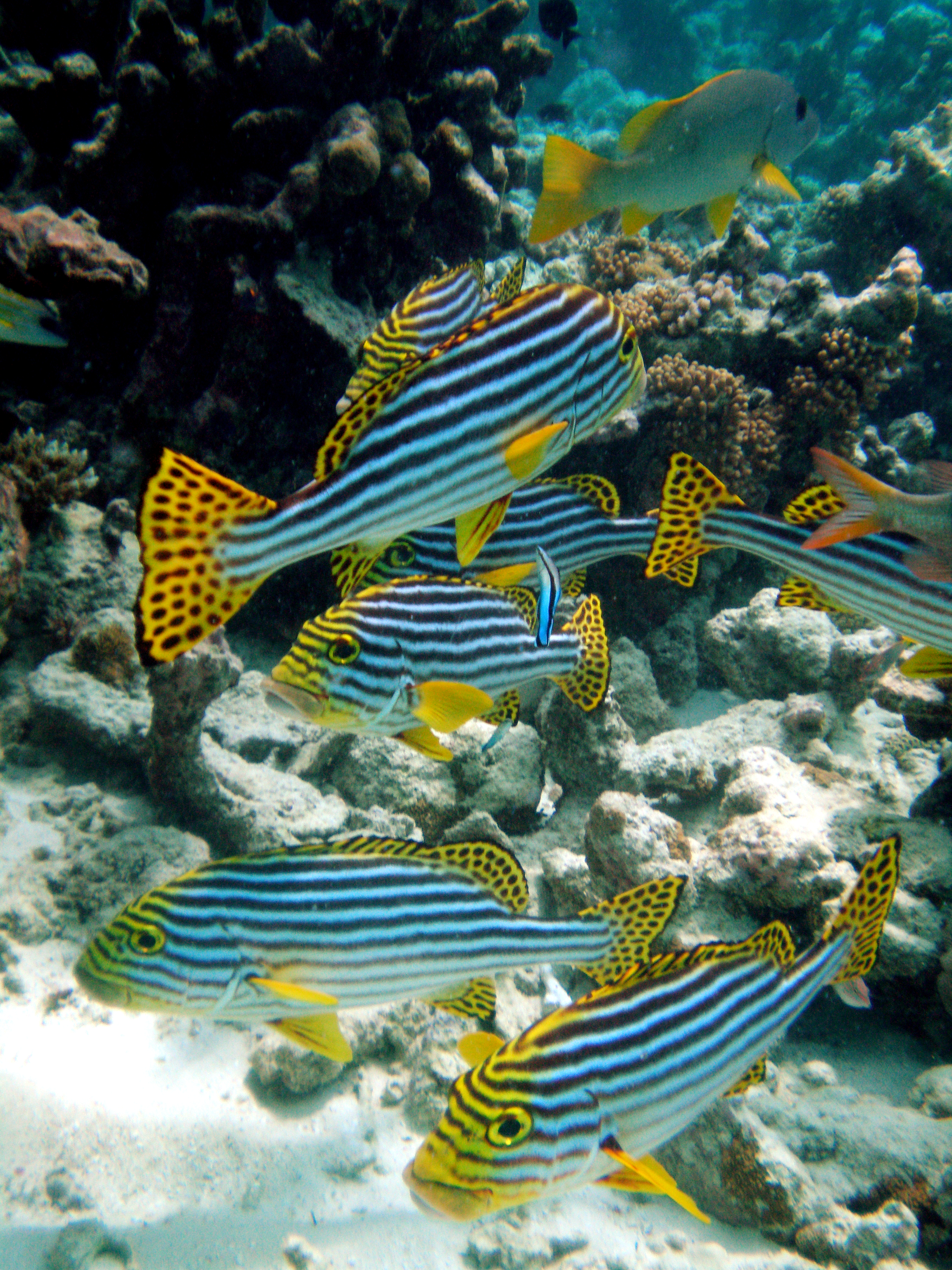
Sweetlips orientale (Plectorhinchus vittatus) pe insula Meeru, atolul Male de Nord

Maldivele au o varietate de habitate, inclusiv ecosisteme de mare adâncă, coastă puțin adâncă și recife de corali, mangrove marginale, zone umede și uscat. Există 187 de specii de corali care formează recifele de corali. Această zonă a Oceanului Indian găzduiește, singură, 1.100 de specii de pești, 5 specii de broască țestoasă de mare, 21 de specii de balene și delfini, 400 de specii de moluște și 83 de specii de echinoderme. Zona este, de asemenea, populată de mai multe specii de crustacee: 120 de copepode și 15 amfipode, precum și peste 145 de specii de crab și 48 de specii de creveți.
Printre numeroasele familii marine reprezentate se numără peștele balon, fusilierii, macroul, peștele leu, oriental sweetlips, rechini de recif, cherne, țipari, lutjanide, bannerfish, peștele liliac, peștele napoleon, pictan, scorpionfish, homari, nudibranche, îngerii de mare, peștele fluture, peștele veveriță, peștele soldat, peștele de sticlă, peștele chirurg, peștele unicorn, peștele trigger și baracuda.
Aceste recife de corali găzduiesc o varietate de ecosisteme marine care variază de la organisme planctonice la rechini balenă. Spongile au câștigat importanță, deoarece cinci specii au demonstrat proprietăți antitumorale și anticancerigene.
În 1998, încălzirea temperaturii apei de mare cu până la 5 °C (9,0 °F) datorită unui singur eveniment El Niño a provocat albuirea coralilor, ucigând două treimi din recifele de corali ale națiunii.
Pentru a induce regenerarea recifelor, oamenii de știință au plasat conuri electrice la adâncimi cuprinse între 20–60 picioare (6,1–18,3 m) sub suprafață pentru a oferi un substrat pentru atașarea coralilor larvari. În 2004, oamenii de știință au observat coralii regenerându-se. Coralii au început să elimine ouă și spermă de culoare roz-portocalie. Creșterea acestor corali electrificați a fost de cinci ori mai rapidă decât a coralilor netratați. Omul de știință Azeez Hakim a declarat:
Înainte de 1998, nu ne-am gândit niciodată că acest recif va muri. Am considerat întotdeauna de la sine înțeles că aceste animale vor fi acolo, că acest recif va fi acolo pentru totdeauna. El Niño ne-a dat un avertisment că aceste lucruri nu vor fi acolo pentru totdeauna. Nu doar atât, dar ele acționează și ca o barieră naturală împotriva furtunilor tropicale, inundațiilor și tsunami-urilor. Algele marine cresc pe scheletele coralilor morți.
Din nou, în 2016, recifele de corali din Maldive au experimentat un incident sever de albire. Până la 95% din coralii din jurul unor insule au murit, iar, chiar și după șase luni, 100% dintre coralii tineri transplantați au murit. Temperaturile apei de suprafață au atins un maxim istoric în 2016, ajungând la 31 de grade Celsius în mai.
Studii științifice recente sugerează că compoziția faunistică poate varia foarte mult între atolii vecini, în special în ceea ce privește fauna bentonică. Diferențele în ceea ce privește presiunea de pescuit (inclusiv braconajul) ar putea fi cauza.

### Fauna și floră
Fauna și flora din Maldive include flora și fauna insulelor, recifelor și oceanului din jur. Studii științifice recente sugerează că fauna variază semnificativ între atoli, urmând un gradient nord-sud, dar au fost descoperite și diferențe importante între atolii vecini (în special în ceea ce privește animalele marine), care pot fi legate de diferențele de presiune a pescuitului — inclusiv braconajul.
Habitatele terestre din Maldive se confruntă cu o amenințare semnificativă, deoarece dezvoltarea extensivă invadează rapid resursele limitate de teren. Insulele anterior nelocuite, care erau rareori frecventate, se află acum pe cale de dispariție, fiind practic lipsite de spații neatinse. În ultimele decenii de dezvoltare intensivă, numeroase medii naturale esențiale pentru speciile indigene au fost puternic afectate sau chiar distruse.
Habitatele de recif de coral au fost deteriorate, deoarece presiunea pentru teren a dus la crearea de insule artificiale. Unele recife au fost umplute cu moloz, fără a ține cont de modificările curenților de pe platforma recifului și de modul în care noul model ar afecta creșteria coralilor și formele de viață asociate acestora pe marginile recifului. Mangrovele prosperă în regiuni salmastre sau noroioase din Maldive. Arhipelagul găzduiește paisprezece specii din zece genuri, printre care se numără și feriga Acrostichum aureum, indigenă acestor insule.

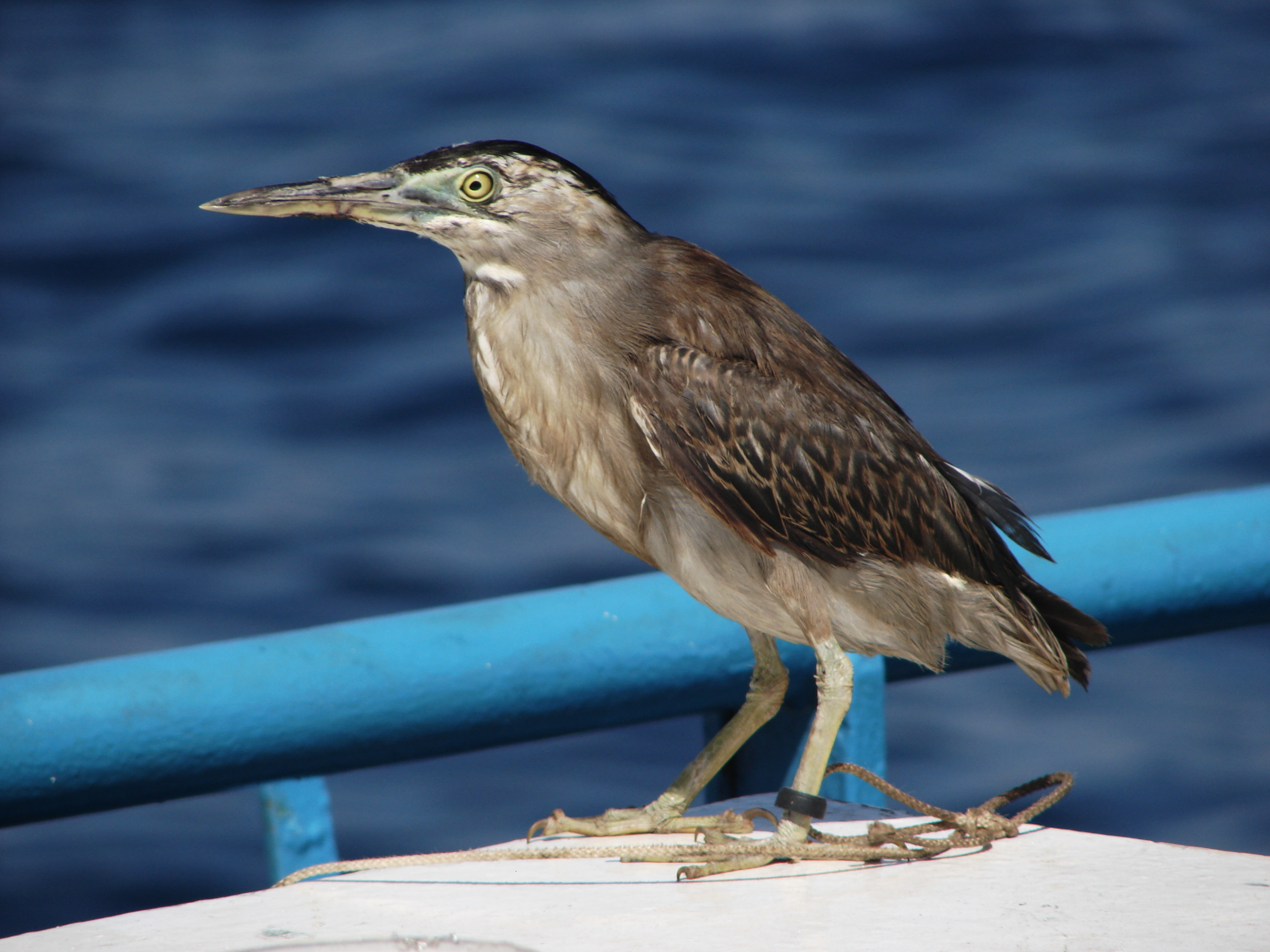
Specia Butorides striata în Maldive

Apele din jurul Maldivelor găzduiesc o varietate impresionantă de viață marină, prezentând un tapet vibrant de corali și peste 2.000 de specii de pești. De la culorile strălucitoare ale peștilor de recif până la prezența majestuoasă a rechinului de recif cu vârf negru, murănelor și unei game diverse de raze, inclusiv rața manta, rața spinosă și rața vultur, mările sunt pline de viață. În mod deosebit, apele maldiviene găzduiesc magnificul rechin balenă. Cunoscute pentru biodiversitatea lor, aceste ape adăpostesc specii rare atât din punct de vedere biologic, cât și comercial, cu pescuitul de ton reprezentând o resursă tradițională de lungă durată. În habitatele limitate de apă dulce, cum ar fi iazurile și mlaștinile, prosperă pești de apă dulce precum peștele lapte (Chanos chanos) și diverse specii mai mici. În plus, introducerea tilapiei sau a crescătorului de gură, facilitată de o agenție a Națiunilor Unite în anii 1970, îmbogățește și mai mult diversitatea acvatică a Maldivelor.
Datorită dimensiunilor lor reduse, reptilele terestre sunt rare pe insulele maldiviene. Printre locuitorii reptilieni terestri limitate se numără o specie de gecko și șopârla de grădină orientală (Calotes versicolor), alături de șopârla suplă cu puncte albe (Riopa albopunctata), șarpele lup indian (Lycodon aulicus) și șarpele orb brahmin (Ramphotyphlops braminus).
În mările din jur, însă, trăiește o gamă mai diversă de viață reptiliană. Plajele maldiviene servesc ca locuri de cuibărit pentru broasca testoasă verde (Chelonia mydas), broasca testoasă de mare cu cioc de șoim și broasca testoasă de mare cu piele. În plus, au fost raportate cazuri de crocodili de apă sărată care ajung ocazional pe insule, stabilindu-se în regiuni mlaștinoase.
Locația acestui arhipelag din Oceanul Indian face ca avifauna sa să fie în principal limitată la păsări pelagice. Majoritatea speciilor sunt păsări migratoare eurasiatice, doar câteva fiind asociate în mod tipic cu subcontinentul indian. Unele, cum ar fi fregata, sunt sezoniere. Unele păsări trăiesc în mlaștini și tufișurile insulare, cum ar fi stârcul cenușiu și găinușa de baltă. Pescărușii albi sunt găsiți ocazional pe insulele sudice datorită habitatelor lor bogate.

## Guvern și politică
Maldivele este o republică constituțională prezidențială, cu o influență semnificativă a președintelui ca șef al guvernului și șef de stat. Președintele conduce ramura executivă și numește cabinetul, care este aprobat de Majlisul Poporului (Parlament). El conduce, de asemenea, forțele armate. Actualul președinte, în funcție din 17 noiembrie 2023, este Mohamed Muizzu. Președintele Maldivelor și membrii Majlisului unicameral servesc pentru mandate de cinci ani. Numărul total de membri este determinat de populația atolilor. La alegerile parlamentare din 2024, Congresul Național al Poporului (PNC) a câștigat o super-majoritate în cele 93 de circumscripții.
Constituția republicană a intrat în vigoare în anul 1968 și a fost modificată în anii 1970, 1972 și 1975. Pe data de 27 noiembrie 1997, aceasta a fost înlocuită de o altă Constituție, promulgată de atunci președintele Maumoon. Această Constituție a intrat în vigoare la data de 1 ianuarie 1998. Actuala Constituție a Maldivelor a fost ratificată de președintele Maumoon pe 7 august 2008 și a intrat în vigoare imediat, înlocuind și abrogând constituția din anul 1998. Această nouă constituție include un sistem judiciar condus de o comisie independentă și comisii independente pentru supravegherea alegerilor și combaterea corupției. De asemenea, reduce puterile executive ale președintelui și consolidează parlamentul. Toate prevederile stipulează că președintele este șef de stat, șef al guvernului și comandant suprem al forțelor armate ale Maldivelor.

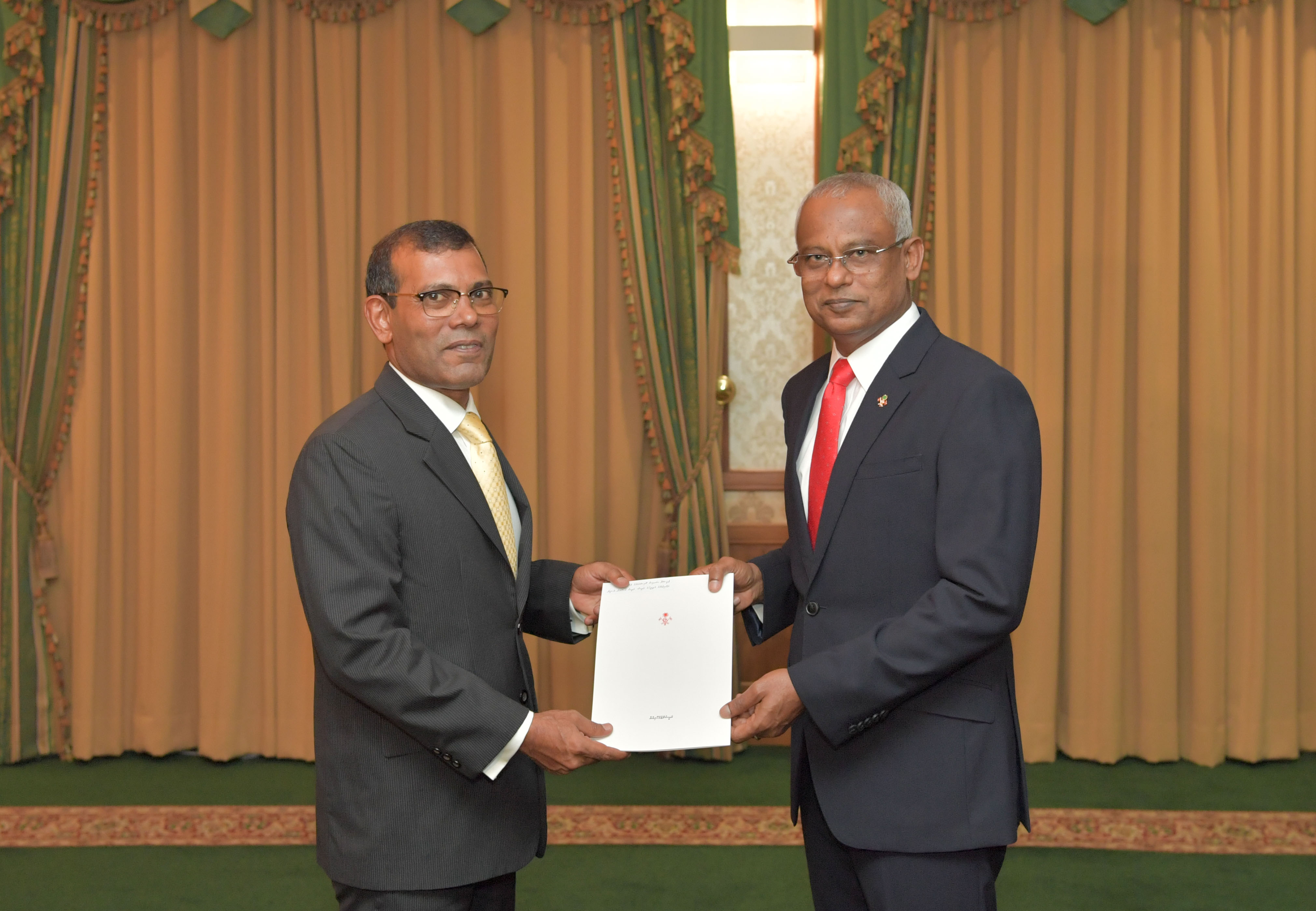
Președintele Ibrahim Mohamed Solih îl felicită pe Mohamed Nasheed Președintele Majlisului Poporului în mai 2019

În anul 2018, tensiunile dintre atunci partidul de guvernământ Partidul Progresist al Maldivelor (PPM-Y) și partidele de opoziție, precum și represiunea care a urmat, au fost denumite „un atac asupra democrației” de către șeful Drepturilor Omului al ONU.
La alegerile parlamentare din luna aprilie a anului 2019 (2019), Partidul Democrat din Maldive (MDP) al președintelui Ibrahim Mohamed Solih a obținut o victorie zdrobitoare, câștigând 65 din 87 de locuri în parlament. Aceasta a fost prima dată când un singur partid a reușit să obțină un număr atât de mare de locuri în parlament în istoria Maldivelor.
Ordinul Nishanizzuddeen este cea mai înaltă distincție civilă a Maldivelor care poate fi acordată unei persoane. Este acordat de președinte, de obicei într-o ceremonie elaborată.
În luna aprilie a anului 2024, partidul pro-China al președintelui Mohamed Muizzu, Congresul Național al Poporului (PNC), a câștigat 66 de locuri la alegerile parlamentare din 2024, iar aliații săi au obținut încă nouă, oferind președintelui sprijinul a 75 de legislatori în camera de 93 de membri, ceea ce înseamnă o super-majoritate și suficiente voturi pentru a modifica constituția.

### Justiție
Vedeți și: Sistemul judiciar din Maldive și Aplicarea legii în MaldiveConform Constituției Maldivelor, „judecătorii sunt independenți și sunt supuși doar Constituției și legii. Când decid asupra unor chestiuni asupra cărora Constituția sau legea tace, judecătorii trebuie să ia în considerare Shari'ah islamică”.
Islamul este religia oficială a Maldivelor, iar practicarea publică a oricărei alte religii este interzisă. Constituția din 2008 prevede că republica „se bazează pe principiile islamului” și că „nicio lege contrară vreunui principiu islamic nu poate fi aplicată”. Non-musulmanilor le este interzis să devină cetățeni.
Cerința de a adera la o anumită religie și interzicerea practicării publice a altor religii sunt contrare articolului 18 din Declarația Universală a Drepturilor Omului și articolului 18 din Pactul internațional privind drepturile civile și politice, la care Maldivele a aderat recent. Maldivele și-a exprimat o rezervă la aderarea la Pact, susținând că „aplicarea principiilor prevăzute în articolul 18 al Pactului se va face fără a aduce atingere Constituției Republicii Maldive”.
Un nou cod penal a intrat în vigoare pe data de 16 iulie 2015, înlocuind legea din 1968, fiind primul cod penal modern și cuprinzător care încorporează principiile majore ale legii islamice.
Relațiile între persoane de același sex sunt ilegale în Maldive, deși stațiunile turistice operează de obicei ca excepții de la această lege.

### Relațiile externe
Din anul 1996, Maldivele au fost monitorul oficial al progresului în cadrul Comisiei Oceanului Indian (IOC). În anul 2002, Maldivele au început să-și exprime interesul față de comisie, dar la data de 2008 nu aplicaseră încă pentru aderare. Interesul Maldivelor este legat de identitatea sa ca stat insular mic, în special de dezvoltarea economică și conservarea mediului, precum și de dorința sa de a avea relații mai strânse cu Franța, un actor principal în regiunea IOC.
Maldivele sunt un membru fondator al Asociației Sud-Asiatice pentru Cooperare Regională (SAARC). Republica s-a alăturat Commonwealth-ului în 1982, la aproximativ 17 ani după ce a obținut independența față de Regatul Unit. În octombrie 2016, Maldivele și-au anunțat retragerea din Commonwealth în semn de protest față de acuzațiile de abuzuri asupra drepturilor omului și eșecul democrației. Maldivele mențin relații apropiate cu statele membre ale Commonwealth-ului, Seychelles și Mauritius. De asemenea, Maldivele și Comore sunt ambele membre ale Organizației Cooperării Islamice. După alegerea sa ca președinte în 2018, Ibrahim Mohamed Solih și Cabinetul său au decis ca Maldivele să aplice pentru a se realătura Commonwealth-ului, aderarea fiind finalizată la 1 februarie 2020.
Ca urmare a sancțiunilor impuse asupra oligarhilor ruși de către Occident, ca răspuns la Rusia și invazia Ucrainei din februarie 2022, mulți dintre aceștia și-au găsit refugiu pentru mega-iahturile lor în Maldive datorită lipsei unui tratat de extrădare cu Statele Unite și alte țări.
În urma unei ședințe de cabinet, în iunie 2024, guvernul Maldivelor a decis să interzică deținătorilor de pașapoarte israeliene intrarea în țară, ca răspuns la actualul război Israel–Hamas din Fâșia Gaza.

### Forțele Armate

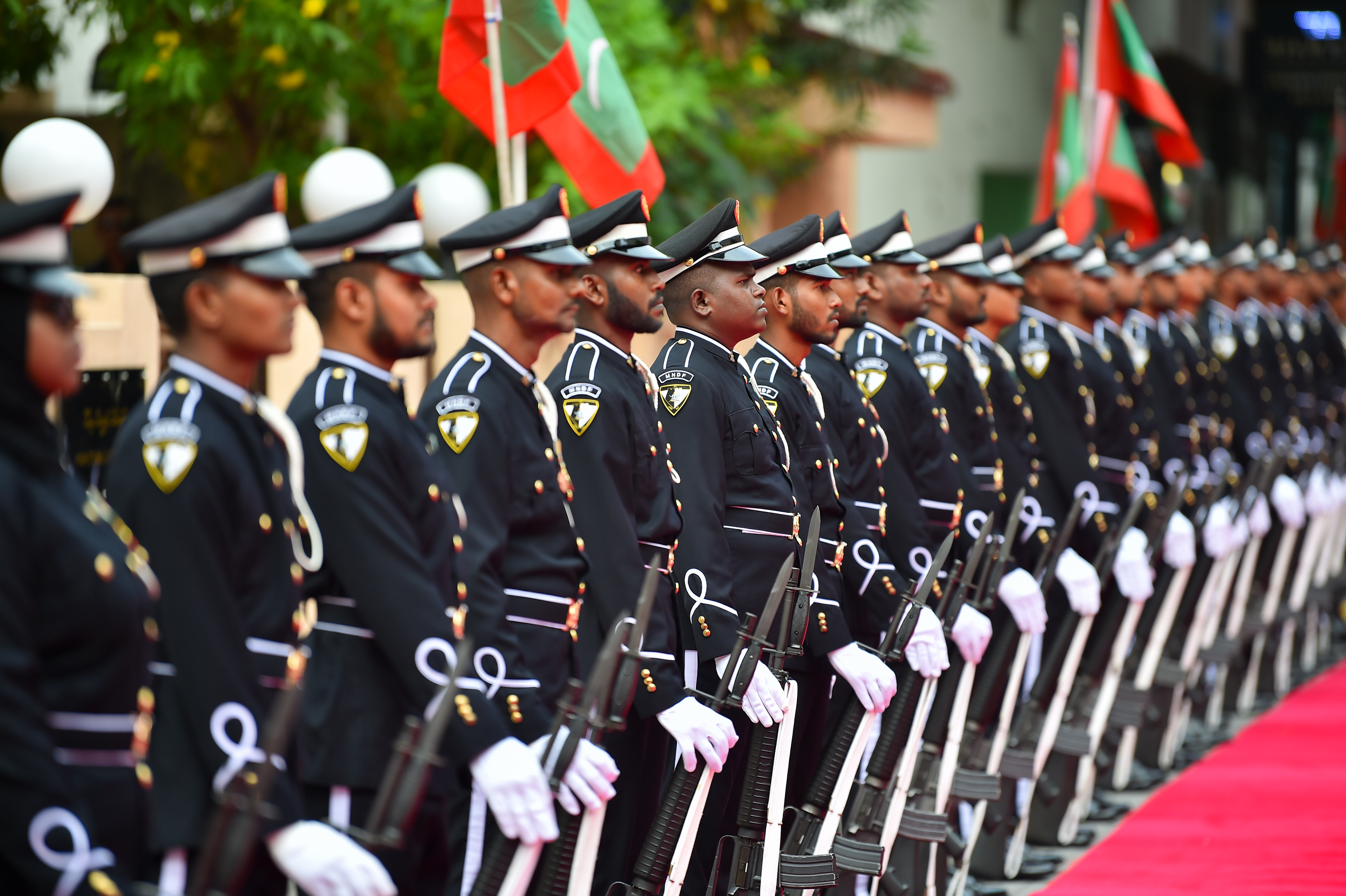
Soldați maldivieni la un discurs prezidențial în februarie 2024

Forțele Naționale de Apărare ale Maldivelor (MNDF) sunt organizația de securitate combinată responsabilă de apărarea securității și suveranității Maldivelor, având ca sarcină principală gestionarea tuturor nevoilor de securitate interne și externe ale Maldivelor, inclusiv protecția Zonei Economice Excluzive (ZEE) și menținerea păcii și securității. Ramurile componente ale MNDF sunt Garda de Coastă, Corpul de Marină, Forțele Speciale, Corpul de Servicii, Serviciul de Informații al Apărării, Poliția Militară, Corpul de Ingineri, Grupul de Protecție Specială, Corpul Medical, Corpul Adjutantului General, Corpul Aerian și Serviciul de Pompieri și Salvare. Maldivele au un acord cu India care permite cooperarea în ceea ce privește acoperirea radar.
Ca națiune legată de apă, o mare parte a preocupărilor sale de securitate se referă la viața pe mare. Aproape 99% din țară este acoperită de mare, iar restul de 1% de uscat este împrăștiat pe o suprafață de 800 km (497 mi) × 120 km (75 mi), cea mai mare insulă având o suprafață de cel mult 8 km2 (3 mi2). Prin urmare, sarcinile atribuite MNDF de a menține supravegherea asupra apelor Maldivelor și de a oferi protecție împotriva intrușilor străini care braconiază în ZEE și în apele teritoriale sunt sarcini imense din punct de vedere logistic și economic. Garda de Coastă joacă un rol vital în îndeplinirea acestor funcții. Pentru a asigura securitatea la timp, bărcile sale de patrulare sunt staționate la diferite sedii regionale ale MNDF. Garda de Coastă este, de asemenea, însărcinată să răspundă la apelurile de detresă maritimă și să efectueze operațiuni de căutare și salvare prompte. În 2019, Maldivele au semnat Tratatul de Interzicere a Armelor Nucleare al ONU.

### Drepturile omului
Drepturile omului în Maldive reprezintă o problemă controversată. În raportul său din anul 2011, Libertatea în Lume, organizația Freedom House a declarat Maldivele „parțial libere”, susținând că un proces de reformă care avansase în anii 2009 și 2010 se blocase. Biroul Statelor Unite pentru Democrație, Drepturile Omului și Muncă susține în raportul său din 2012 despre practicile privind drepturile omului din țară că cele mai semnificative probleme sunt corupția, lipsa libertății religioase, abuzurile și tratamentul inegal al femeilor.

### Diviziuni administrative

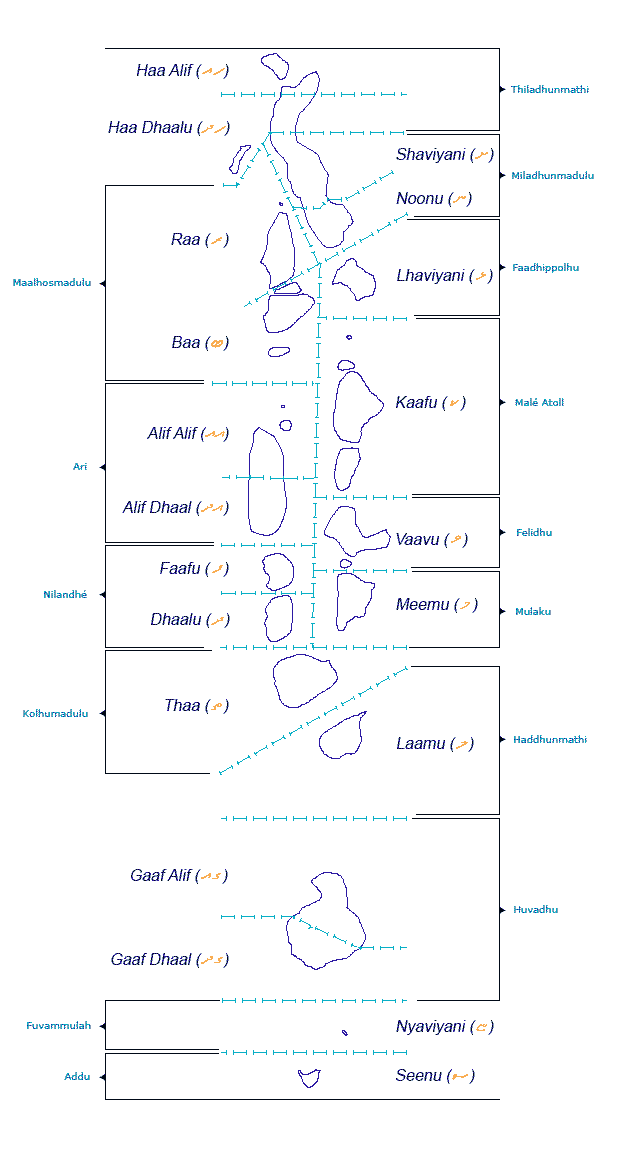
Fiecare atol administrativ este marcat, împreună cu litera thaana folosită pentru identificarea atolului. Atolii naturali sunt etichetați în albastru deschis.

Maldivele au douăzeci și șase de atoli naturali și câteva grupuri de insule pe recife izolate, toate fiind împărțite în douăzeci și una de diviziuni administrative (17 atoli administrativi și orașele Malé, Addu, Fuvahmulah, Thinadhoo și Kulhudhuffushi).
Fiecare atol este administrat de un Consiliu al Atolului ales. Insulele sunt administrate de un Consiliu al Insulei ales.
Pe lângă un nume, fiecare diviziune administrativă este identificată prin literele de cod maldiviene, cum ar fi „Haa Alif” pentru Thiladhunmati Uthuruburi (Thiladhunmathi de Nord); și printr-o literă de cod latină. Prima corespunde numelui geografic maldivian al atolului; a doua este un cod adoptat pentru comoditate. Deoarece anumite insule din diferiți atoli au același nume, în scopuri administrative acest cod este menționat înaintea numelui insulei, de exemplu: Baa Funadhoo, Kaafu Funadhoo, Gaafu-Alifu Funadhoo. Deoarece majoritatea atolilor au nume geografice foarte lungi, acest cod este folosit și atunci când numele lung este incomod, de exemplu în numele site-urilor web ale atolilor.
Introducerea numelor cu litere de cod a fost o sursă de confuzie și neînțelegere, în special printre străini. Mulți oameni au ajuns să creadă că litera de cod a atolului administrativ este noul său nume și că a înlocuit numele său geografic. În astfel de circumstanțe, este greu de știut care este numele corect de utilizat.

## Economie

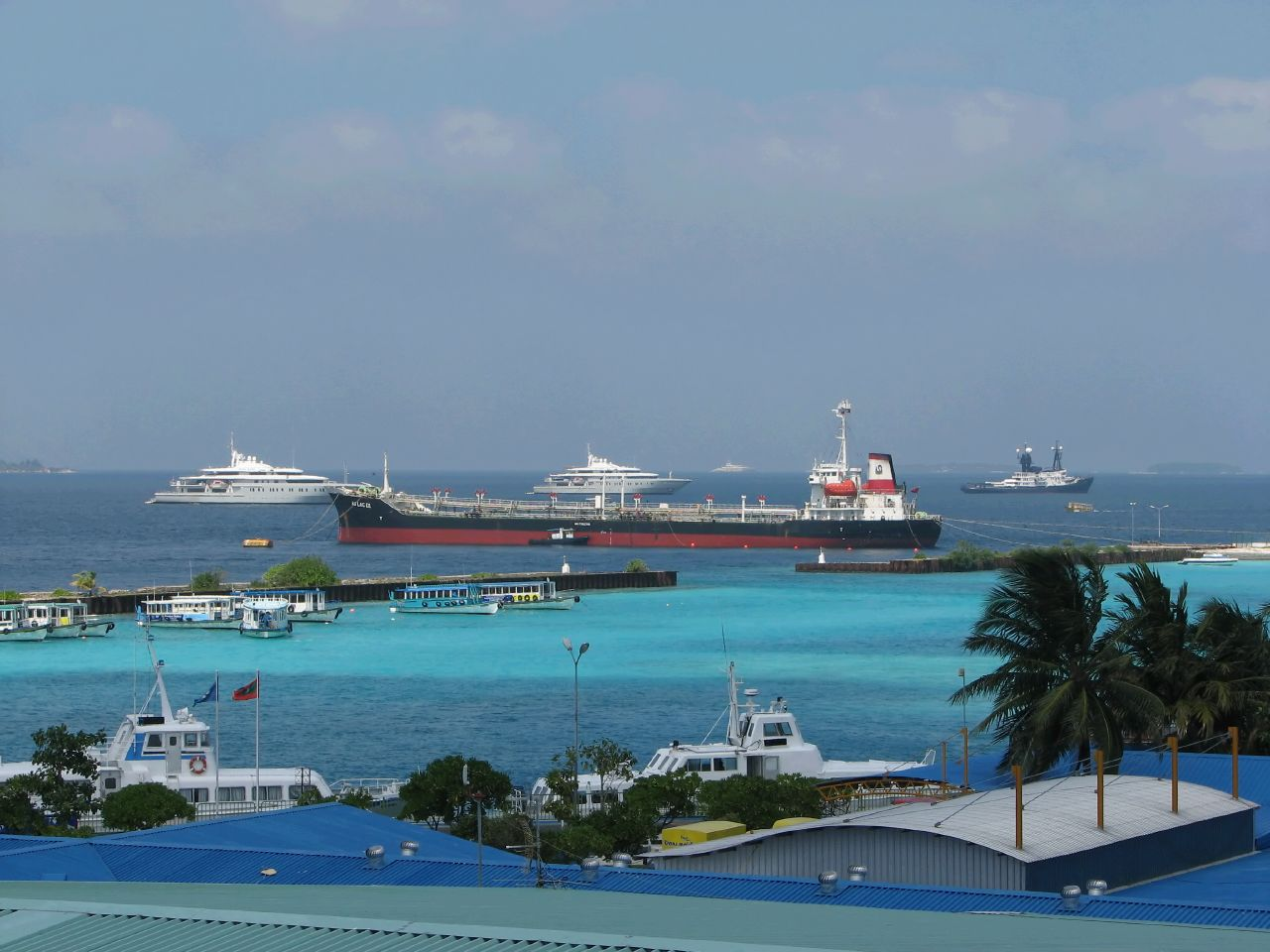
Portul Malé

Istoric, Maldivele furnizau cantități enorme de scoici cowry, o monedă internațională a epocilor timpurii. Începând din secolul al II-lea d.Hr., insulele erau cunoscute de arabi sub numele de „Insulele Banilor”. Monetaria moneta a fost folosită timp de secole ca monedă în Africa, iar cantități uriașe de scoici maldiviene au fost introduse în Africa de națiunile occidentale în perioada comerțului cu sclavi. Scoica cowry este acum simbolul Autorității Monetare a Maldivelor.
La începutul anilor 1970 și 1980, Maldivele era una dintre cele mai sărace 20 de țări din lume, cu o populație de 100.000 de locuitori. Economia din acea perioadă era în mare măsură dependentă de pescuit și de comerțul cu bunuri locale, cum ar fi frânghiile din coir, ambar (Maavaharu) și coco de mer (Tavakkaashi) cu țările vecine și cu țările din Asia de Est.
Guvernul maldivian a inițiat un program de reformă economică în anii 1980, începând cu ridicarea cotelor de import și oferind mai multe oportunități sectorului privat. La acea vreme, sectorul turismului, care avea să joace un rol semnificativ în dezvoltarea națiunii, se afla în stadiul incipient. Agricultura și producția continuă să joace roluri mai mici în economie, fiind limitate de disponibilitatea redusă a terenurilor cultivabile și de lipsa forței de muncă domestice.

### Turism

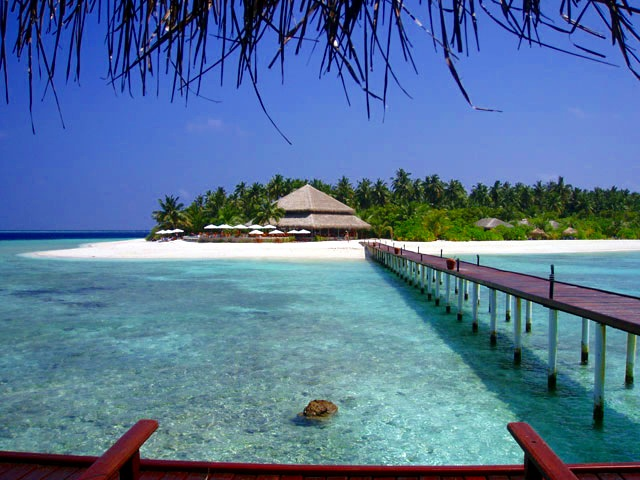
Filitheyo island beach with tall palm trees and blue fresh lagoons

Maldivele au rămas în mare parte necunoscute turiștilor până la începutul anilor 1970. Doar 200 de insule găzduiesc cei 382.751 de locuitori ai săi. Celelalte insule sunt utilizate în întregime în scopuri economice, dintre care turismul și agricultura sunt cele mai dominante. Turismul reprezintă 28% din PIB și mai mult de 60% din încasările în valută străină ale Maldivelor. Peste 90% din veniturile fiscale ale guvernului provin din taxe vamale și taxe legate de turism.
Dezvoltarea turismului a stimulat creșterea generală a economiei țării. A creat oportunități de ocupare directă și indirectă și de generare a veniturilor în alte industrii conexe. Primele stațiuni turistice au fost deschise în anul 1972 cu Bandos Island Resort și Kurumba Village (denumirea actuală este Kurumba Maldives), care au transformat economia Maldivelor.

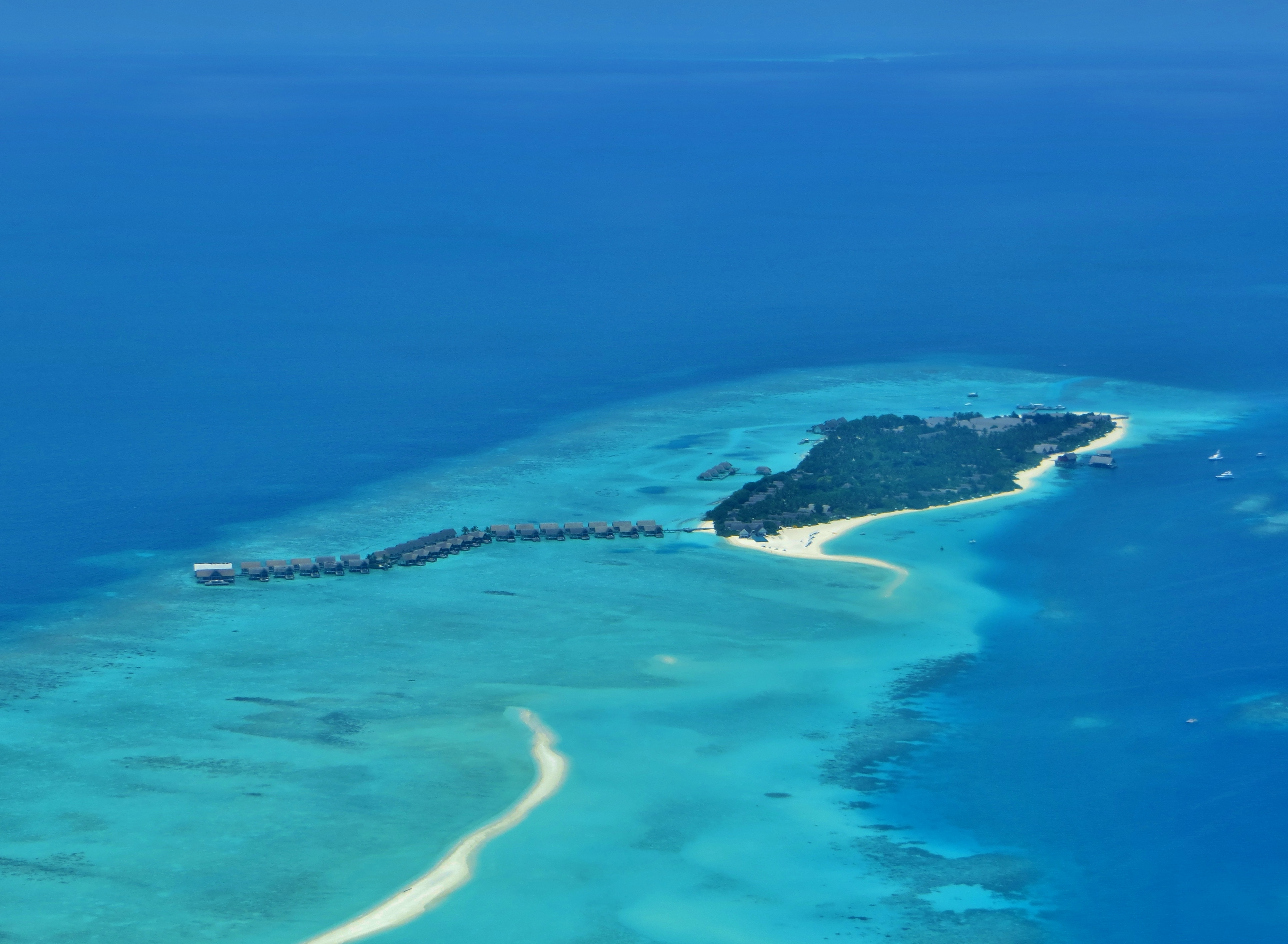
Stațiunea insula Landaa Giraavaru (atolul Baa)

Conform Ministerului Turismului, apariția turismului în anul 1972 a transformat economia, trecând rapid de la dependența de pescuit la turism. În doar trei decenii și jumătate, industria a devenit principala sursă de venit. Turismul a fost, de asemenea, cel mai mare câștigător de valută străină al țării și cel mai mare contribuitor la PIB. latină 2008, 89 de stațiuni din Maldive ofereau peste 17.000 de paturi și găzduiau peste 600.000 de turiști anual. În anul 2019, peste 1,7 milioane de vizitatori au venit pe insule.
Numărul de stațiuni a crescut de la 2 la 92 între anii 1972 și 2007. latină 2007, peste 8.380.000 de turiști vizitaseră Maldivele.
Țara are șase moschei de corali maldiviene listate ca situri tentativ UNESCO.

#### Vizitatori

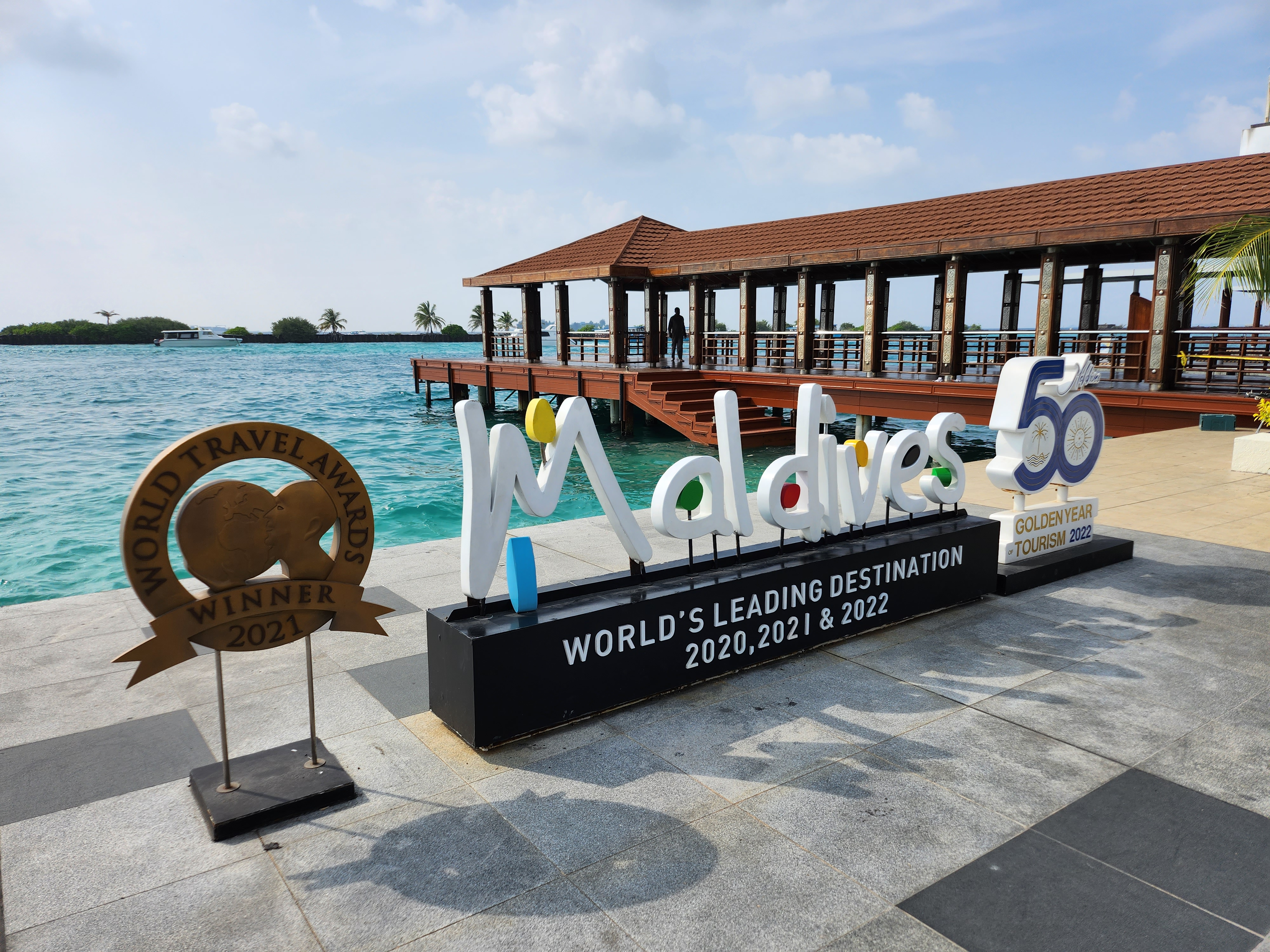
Sign outside the Velana International Airport

Vizitatorii în Maldive nu trebuie să solicite o viză înainte de sosire, indiferent de țara lor de origine, cu condiția să dețină un pașaport valid, dovada unei călătorii ulterioare și fonduri suficiente pentru a se întreține pe durata șederii.
Majoritatea vizitatorilor sosesc pe Aeroportul Internațional Velana, situat pe insula Hulhulé, adiacentă capitalei Malé. Aeroportul este deservit de zboruri către și dinspre India, Sri Lanka, Doha, Dubai, Abu Dhabi, Singapore, Dhaka, Istanbul și aeroporturi importante din Asia de Sud-Est, cum ar fi Aeroportul Internațional Kuala Lumpur din Malaysia, precum și de curse charter din Europa, cum ar fi Aeroportul Charles de Gaulle din Franța. Aeroportul Internațional Gan, situat pe atolul sudic Addu, deservește și el un zbor internațional către Malpensa din Milano de mai multe ori pe săptămână. British Airways oferă zboruri directe către Maldive de pe Aeroportul Heathrow.

### Industria pescuitului

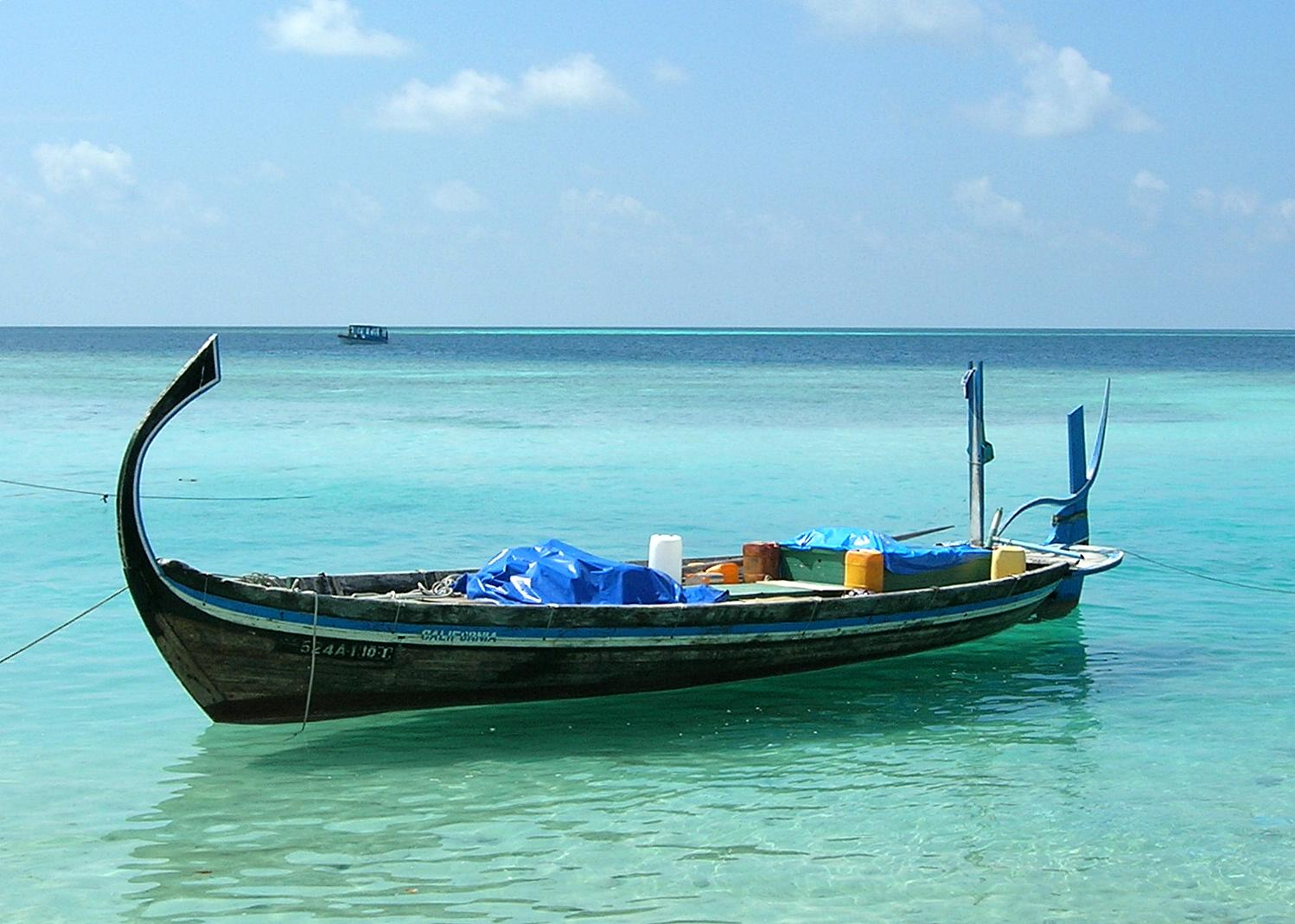
O ambarcațiune tradițională mecanizată inter-insulară dhoni, fără vele

Timp de multe secole, economia Maldivelor a fost complet dependentă de pescuit și de alte produse marine. Pescuitul rămâne principala ocupație a populației, iar guvernul acordă prioritate acestui sector.
Mecanizarea bărcilor tradiționale de pescuit, numite dhoni, în anul 1974, a reprezentat un moment important în dezvoltarea industriei pescuitului. O fabrică de conserve de pește a fost instalată pe Felivaru în 1977, ca parte a unui parteneriat cu o companie japoneză. În 1979, a fost înființat un Consiliu Consultativ pentru Pescuit, având mandatul de a oferi recomandări guvernului cu privire la politicile de dezvoltare a sectorului pescuitului. Programele de dezvoltare a forței de muncă au început la începutul anilor 1980, iar educația în domeniul pescuitului a fost integrată în programa școlară. Dispozitivele de agregare a peștilor și echipamentele de navigație au fost amplasate în diverse puncte strategice. Mai mult, deschiderea zonei economice exclusive (EEZ) a Maldivelor pentru activitățile de pescuit a contribuit la creșterea acestui sector.
În anul 2010, pescuitul a contribuit cu peste 15% la PIB-ul țării și a angajat aproximativ 30% din forța de muncă. De asemenea, pescuitul a fost al doilea cel mai mare generator de venituri în valută străină, după turism.

## Demografia

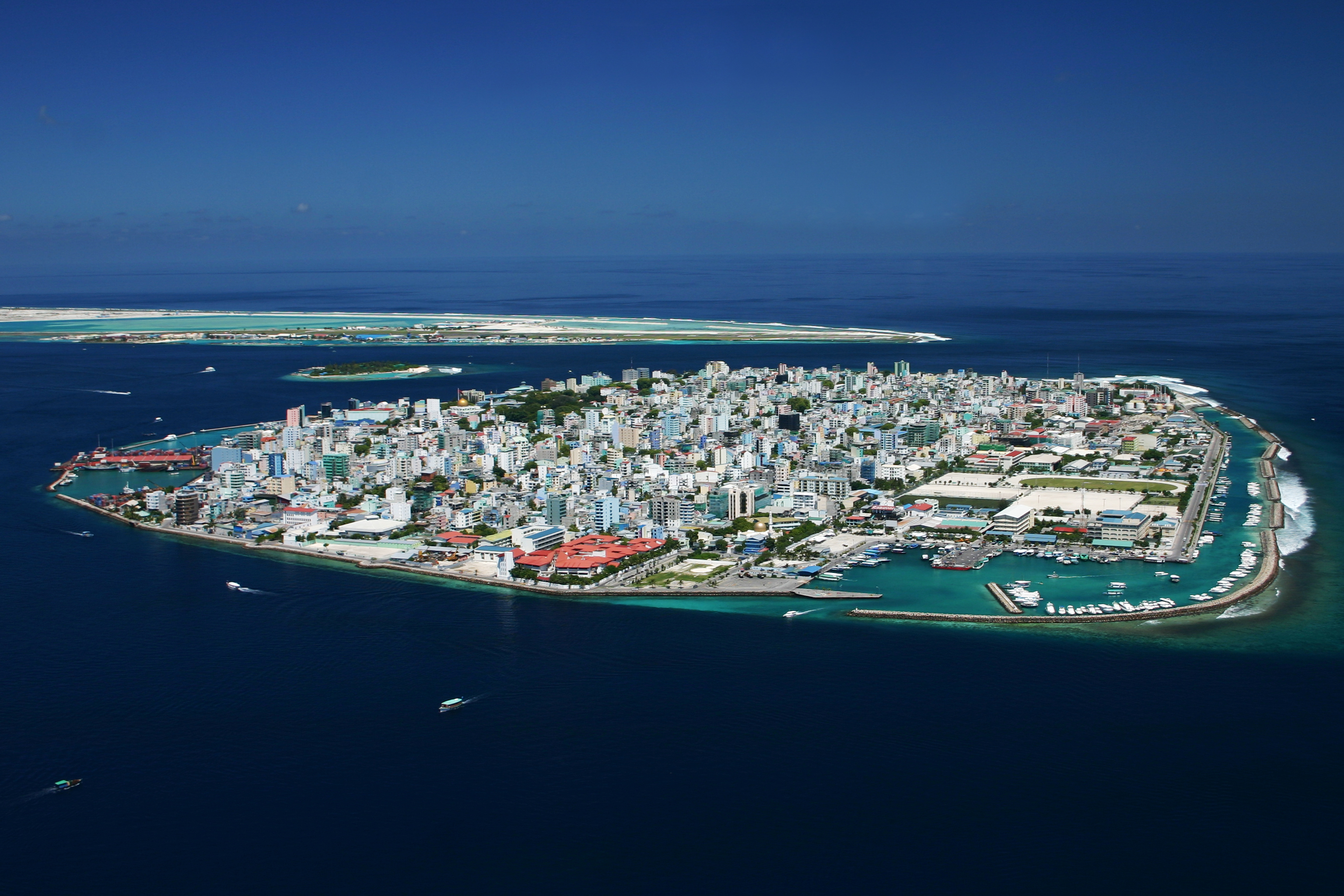
Malé, capitala Maldivelor

Cel mai mare grup etnic este Dhivehin, adică maldivienii, indigeni ai regiunii istorice a Insulelor Maldive, care cuprind astăzi Republica Maldive și insula Minicoy din Teritoriul Uniunii Lakshadweep, India. Aceștia împărtășesc aceeași cultură și vorbesc limba dhivehi. Sunt în principal un popor indo-arian, având urme de gene din Orientul Mijlociu, Asia de Sud, austroneziene și africane.
În trecut, exista și o mică populație tamilă cunoscută sub numele de Giraavaru. Acest grup a fost aproape complet asimilat în societatea maldiviană mai largă, dar a fost odinioară originar din insula Giraavaru, care a fost evacuată în 1968 din cauza eroziunii severe a insulei.
Există o anumită stratificare socială pe insule. Aceasta nu este rigidă, deoarece statutul social se bazează pe diverși factori, inclusiv ocupația, bogăția, virtutea islamică și legăturile familiale. În locul unui sistem complex de castă, în Maldive exista doar o distincție între nobili (bēfulhu) și oameni de rând. Membrii elitei sociale sunt concentrați în Malé.

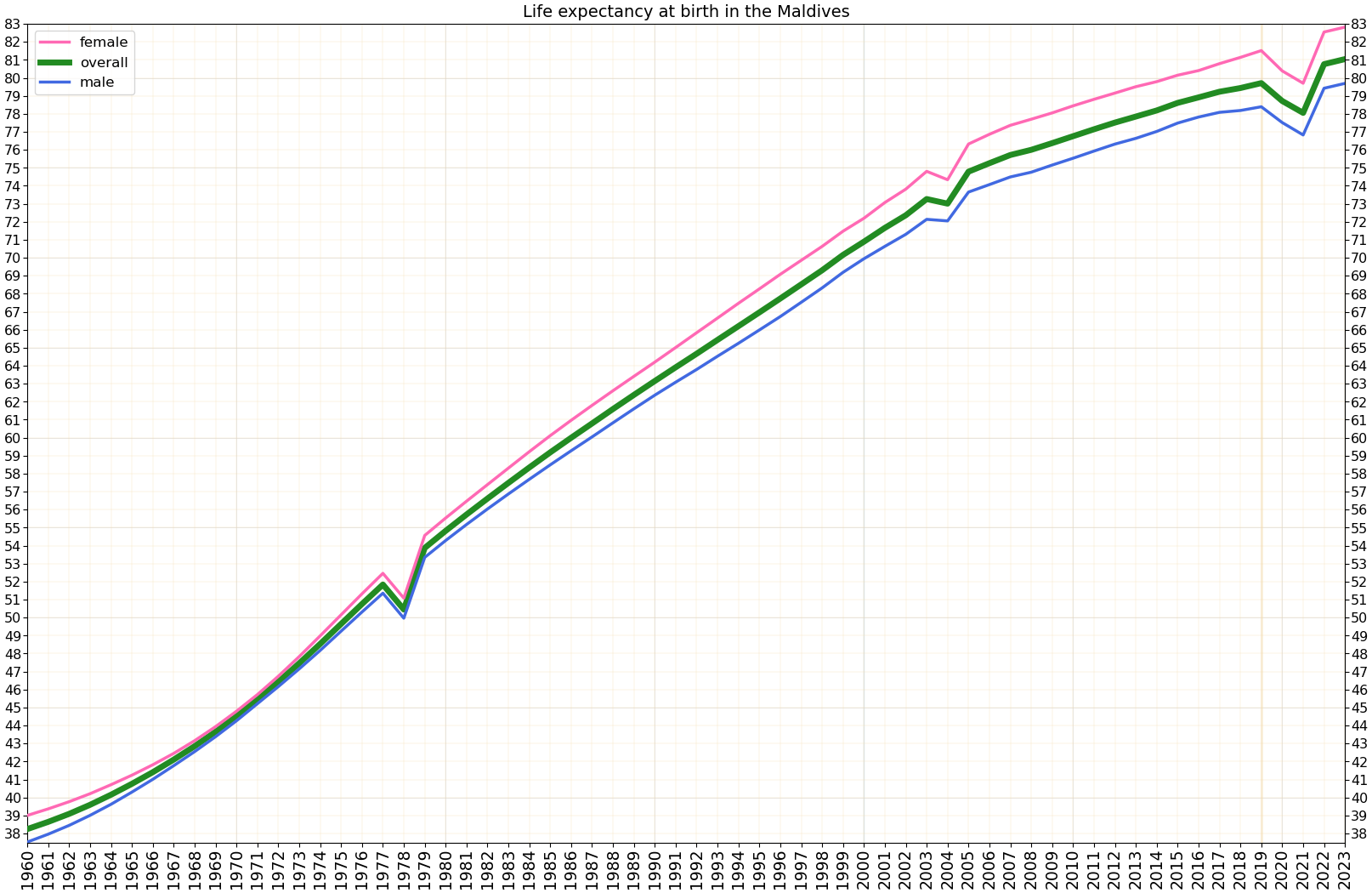
Speranța de viață în Maldive

Populația s-a dublat până în anul 1978, iar rata de creștere a populației a atins un maxim de 3,4% în 1985. Conform recensământului din 2006, populația a ajuns la 298.968, deși recensământul din 2000 a arătat că rata de creștere a populației a scăzut la 1,9%. Speranța de viață la naștere era de 46 de ani în 1978, iar ulterior a crescut la 72 de ani. Mortalitatea infantilă a scăzut de la 12,7% în 1977 la 1,2% astăzi, iar alfabetizarea adulților a ajuns la 99%. Rata de înscriere la școală a atins cifre înalte, peste 90%. Populația a fost estimată că a ajuns la 317.280 în anul 2010.
Recensământul populației și locuințelor din anul 2014 a înregistrat populația totală a Maldivelor ca fiind de 437.535: 339.761 maldivieni rezidenți și 97.774 străini rezidenți, aproximativ 16% din populația totală. Cu toate acestea, se crede că numărul străinilor a fost subestimat.
latină mai 2021, existau 281.000 de muncitori expatriați, dintre care aproximativ 63.000 erau documentați în Maldive: 3.506 chinezi, 5.029 nepalezi, 15.670 srilankezi, 28.840 indieni și (cel mai mare grup de străini care lucrează în țară) 112.588 bangladeshi.

### Religie
Religii în Maldive
     Islamism (98,69%)
     Creștinism (0,29%)
     Agnostism (0,29%)
     Hinduism (0,29%)
     Altele (0,74%)
După o lungă perioadă budistă din istoria maldiviană, comercianții musulmani au introdus islamul. Maldivienii s-au convertit la islam până în mijlocul secolului al XII-lea. Insulele au avut o lungă istorie a ordinelor sufiste, așa cum se poate observa în istoria țării, cum ar fi construcția de morminte. Acestea au fost folosite până în anii 1980 pentru a cere ajutorul sfinților îngropați. Ele pot fi văzute lângă unele moschei vechi și sunt considerate parte din patrimoniul cultural al Maldivelor.
Alte aspecte ale tassawuf, cum ar fi ceremoniile ritualizate de dhikr numite Maulūdu (Mawlid) – a căror liturghie includea recitări și anumite rugăciuni într-un ton melodic – au existat până în timpuri foarte recente. Aceste festivaluri Maulūdu se țineau în corturi ornate, construite special pentru ocazie. În prezent, islamul este religia oficială a întregii populații, deoarece aderarea la aceasta este obligatorie pentru obținerea cetățeniei.
Conform călătorului arab Ibn Battuta, persoana responsabilă de această conversie a fost un vizitator musulman sunnit numit Abu al-Barakat Yusuf al-Barbari, care naviga din ceea ce este astăzi Maroc. El este menționat și sub numele de Tabrizugefaanu. Mormântul său venerat se află acum în incinta Medhu Ziyaaraiy, vizavi de Moscheea de Vineri, sau Hukuru Miskiy, din Malé. Construită inițial în 1153 și reconstruită în 1658, aceasta este una dintre cele mai vechi moschei supraviețuitoare din țară.
În anul 2013, academicianul Felix Wilfred de la Universitatea Oxford a estimat numărul de creștini din Maldive la 1.400, adică 0,4% din populația țării.
De la adoptarea Constituției din 2008, cetățenii și oricine dorește să devină cetățean este obligat prin lege să urmeze nominal Islamul sunit, ceea ce ar face din Maldive, teoretic, o țară 100% musulmană. Cu toate acestea, rezidenții, turiștii și muncitorii străini sunt liberi să practice orice religie în privat. Totuși, în 2020, studiile au arătat că 0,29% din populație este creștină (împărțită aproximativ între catolici și protestanți).

### Limbi

Scrierea Thaana

Limba oficială și națională este dhivehi, o limbă indo-ariană strâns înrudită cu limba sinhala din Sri Lanka. Primul script cunoscut folosit pentru a scrie dhivehi este scriptul eveyla akuru, care se găsește în înregistrările istorice ale regilor (raadhavalhi). Mai târziu, un script numit Dhives akuru a fost folosit pentru o perioadă lungă. Scriptul actual se numește Thaana și este scris de la dreapta la stânga. Thaana este derivat dintr-un amestec dintre vechiul script indigen Dhives akuru și abjad-ul arab. Se spune că Thaana a fost introdus în timpul domniei lui Mohamed Thakurufaanu.
Engleza este vorbită pe scară largă de localnicii din Maldive: „După deschiderea națiunii către lumea exterioară, introducerea englezei ca mediu de instruire la nivelul secundar și terțiar al educației, precum și recunoașterea de către guvern a oportunităților oferite prin turism, engleza s-a stabilit ferm în țară. Ca atare, Maldive sunt destul de similare cu țările din regiunea Golfului... Națiunea se află într-un proces vast de schimbare socială, iar engleza face parte din acest proces.”
În plus, araba este predată în școli și moschei, deoarece Islamul sunit este religia de stat. Populația maldiviană are o educație formală sau informală în citirea, scrierea și pronunția limbii arabe, ca parte a educației religioase obligatorii pentru toți elevii de școală primară și secundară.

### Sistemul de Sănătate
Inițiativa de Măsurare a Drepturilor Omului raportează că Maldive îndeplinește 5,1 din 10 puncte pentru realizarea dreptului la sănătate, având în vedere nivelul său de venit. În ceea ce privește drepturile la sănătate ale copiilor, Maldive atinge 98,0% din nivelul anticipat pe baza venitului său actual. În cazul drepturilor la sănătate ale adulților, țara realizează 99,7% din ceea ce se așteaptă, având în vedere nivelul său de venit. Cu toate acestea, în ceea ce privește drepturile la sănătate reproducătoare, Maldive se încadrează în categoria „foarte slab”, deoarece îndeplinește doar 18,2% din ceea ce ar putea realiza pe baza resurselor disponibile.
Speranța de viață la naștere în Maldive era de 77 de ani în anul 2011. Mortalitatea infantilă a scăzut de la 34 la 1.000 în 1990 la 15 în 2004. Există o creștere a decalajului între sănătatea din capitală și cea de pe celelalte insule. De asemenea, există o problemă de malnutriție. Mâncarea importată este scumpă.
Pe data de 24 mai 2021, Maldive a avut cea mai rapid creștere a focarului de COVID-19 din lume, cu cel mai mare număr de infecții pe milion de locuitori în ultimele 7 și 14 zile, conform datelor compilate de Bloomberg. Medicii au avertizat că creșterea cererii de îngrijire COVID-19 ar putea împiedica capacitatea lor de a gestiona alte urgențe de sănătate în Maldive. Motivul focarului a fost varianta Delta.

### Transport

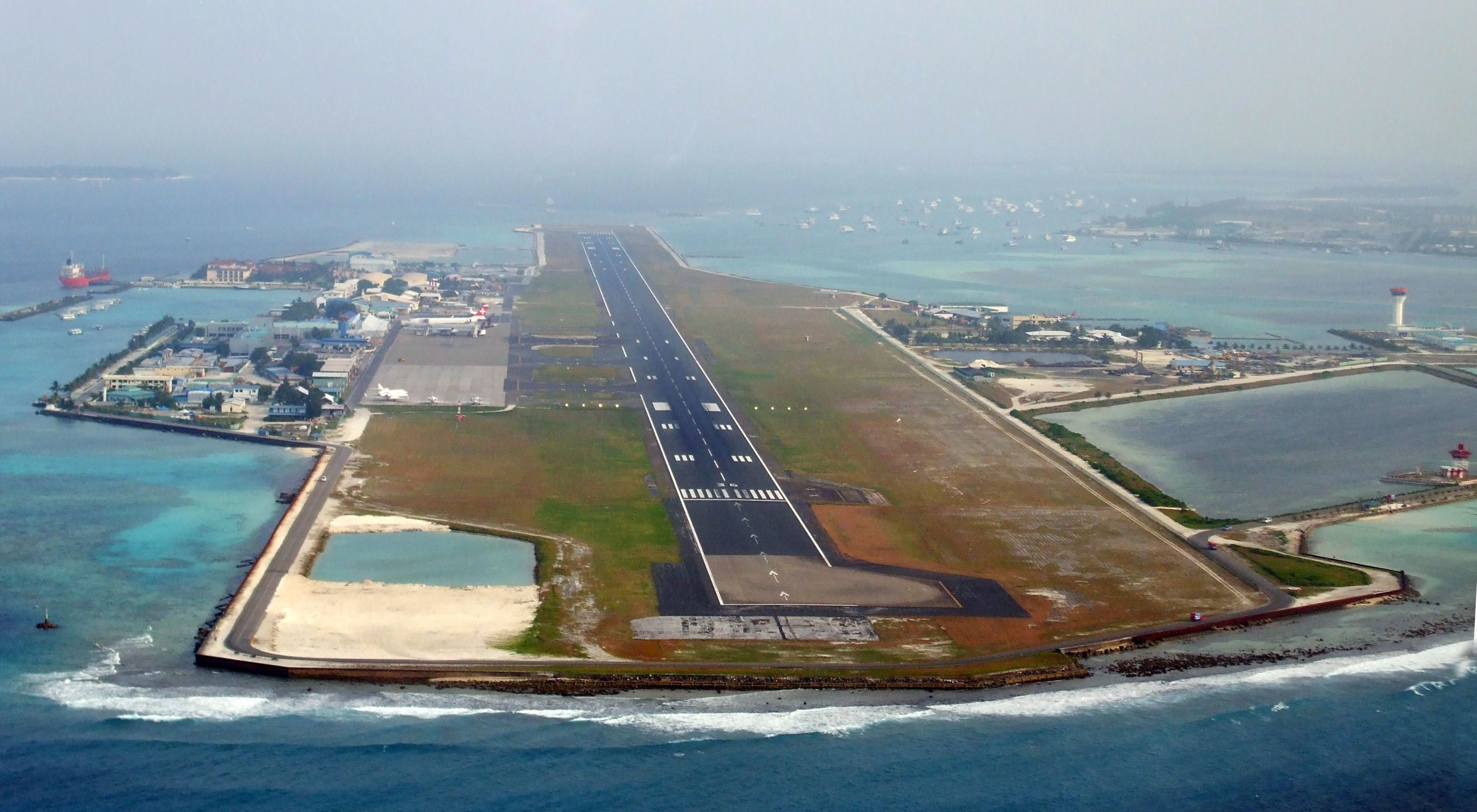
Aeroportul Internațional Velana

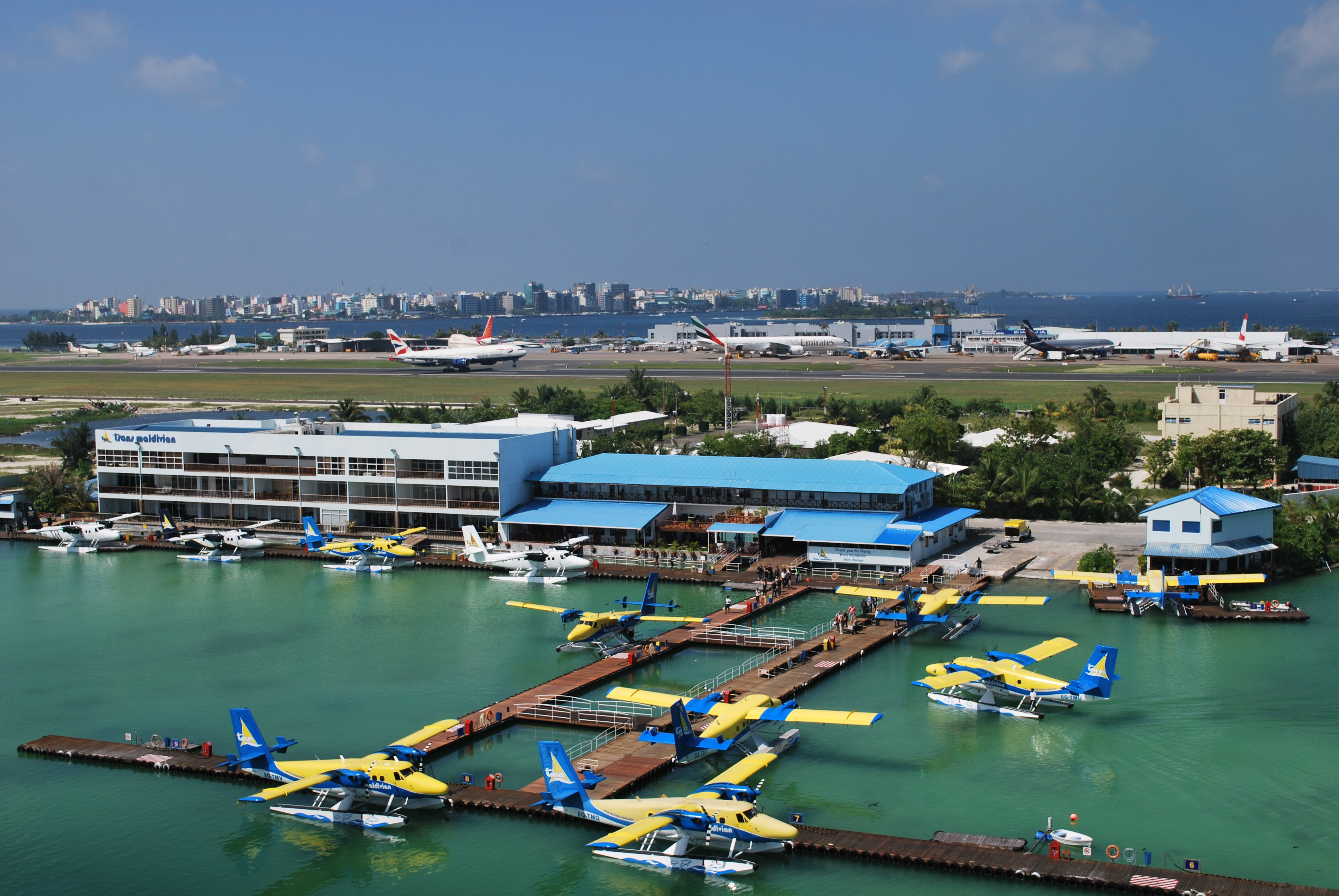
Terminalul TMA

Aeroportul Internațional Velana este principala poartă de intrare în Maldive; este situat în apropierea capitalei Malé și este conectat printr-un pod. Călătoriile internaționale sunt disponibile prin intermediul companiei deținute de guvern Island Aviation Services (denumită Maldivian), care operează hidroavioane DHC-6 Twin Otter și zboară către aproape toate aeroporturile domestice din Maldive cu mai multe aeronave Bombardier Dash 8, precum și un Airbus A320 pentru servicii internaționale către India, Bangladesh, Sri Lanka, Malaysia și Thailanda.
În Maldive, există trei metode principale de a călători între insule: zboruri domestice, hidroavion sau barcă. Timp de mai mulți ani, două companii de hidroavioane au operat: TMA (Trans Maldivian Airways) și Maldivian Air Taxi, dar acestea au fuzionat în anul 2013 sub numele TMA. Flota de hidroavioane este compusă în întregime din DHC-6 Twin Otters. Există, de asemenea, o altă companie aeriană, Villa Air, care operează folosind avioane ATR către aeroporturile domestice, în principal Villa-Maamigili, Dharavandhoo și altele. Manta Air a început primul său serviciu programat de hidroavioane în anul 2019. Flota sa de hidroavioane este compusă din aeronave DHC-6 Twin Otter. În plus față de serviciul de hidroavioane, Manta Air utilizează aeronave ATR 72–600 pentru a opera zboruri domestice către Aeroportul Dhaalu, Aeroportul Dharavandhoo și Aeroportul Kooddoo din principalul Aeroportul Internațional Velana. În funcție de distanța insulei destinație față de aeroport, resorturile organizează transferuri cu barcă rapidă sau zboruri cu hidroavion direct către cheiul insulei resort pentru oaspeții lor. Mai multe zboruri zilnice operează din Aeroportul Internațional Velana către cele 18 aeroporturi domestice și internaționale din țară. De asemenea, există feriboturi programate care operează din Malé către multe atoluri. Barca tradițională maldiviană se numește dhoni, una dintre cele mai vechi vase maritime cunoscute din Maldive. Bărcile rapide și hidroavioanele tind să fie mai scumpe, în timp ce călătoriile cu dhoni, deși mai lente, sunt relativ mai ieftine și convenabile.

### Sistemul de Educație
Universitatea Națională din Maldive este una dintre instituțiile de învățământ superior ale țării. În anul 1973, Centrul de Formare pentru Servicii de Sănătate Aliate (precursorul Facultății de Științe ale Sănătății) a fost înființat de către Ministerul Sănătății. Centrul de Formare Profesională a fost înființat în anul 1974, oferind formare pentru meserii mecanice și electrice. În anul 1984, a fost creat Institutul pentru Educația Cadrelor Didactice, iar în 1987 a fost înființată Școala de Hotelierie și Servicii de Catering pentru a oferi personal calificat industriei turistice. În 1991, a fost creat Institutul de Management și Administrație pentru a forma personal pentru serviciile publice și private. În 1998, a fost înființat Colegiul de Învățământ Superior din Maldive. Institutul de Shar'ah și Drept a fost înființat în ianuarie 1999. În anul 2000, colegiul a lansat primul său program de licență, Bachelor of Arts. Pe 17 ianuarie 2011, Legea Universității Naționale din Maldive a fost aprobată de Președintele Maldivelor; Universitatea Națională din Maldive a fost numită pe 15 februarie 2011. În 2015, printr-un decret prezidențial, Colegiul de Studii Islamice a fost transformat în Universitatea Islamică din Maldive (IUM).
Guvernul maldivian oferă acum 3 burse diferite studenților care au terminat educația lor secundară superioară cu rezultate deasupra unui anumit prag, iar rangul bursei primite depinde de meritele obținute de studenți la examenele de clasa a 12-a.

## Cultură

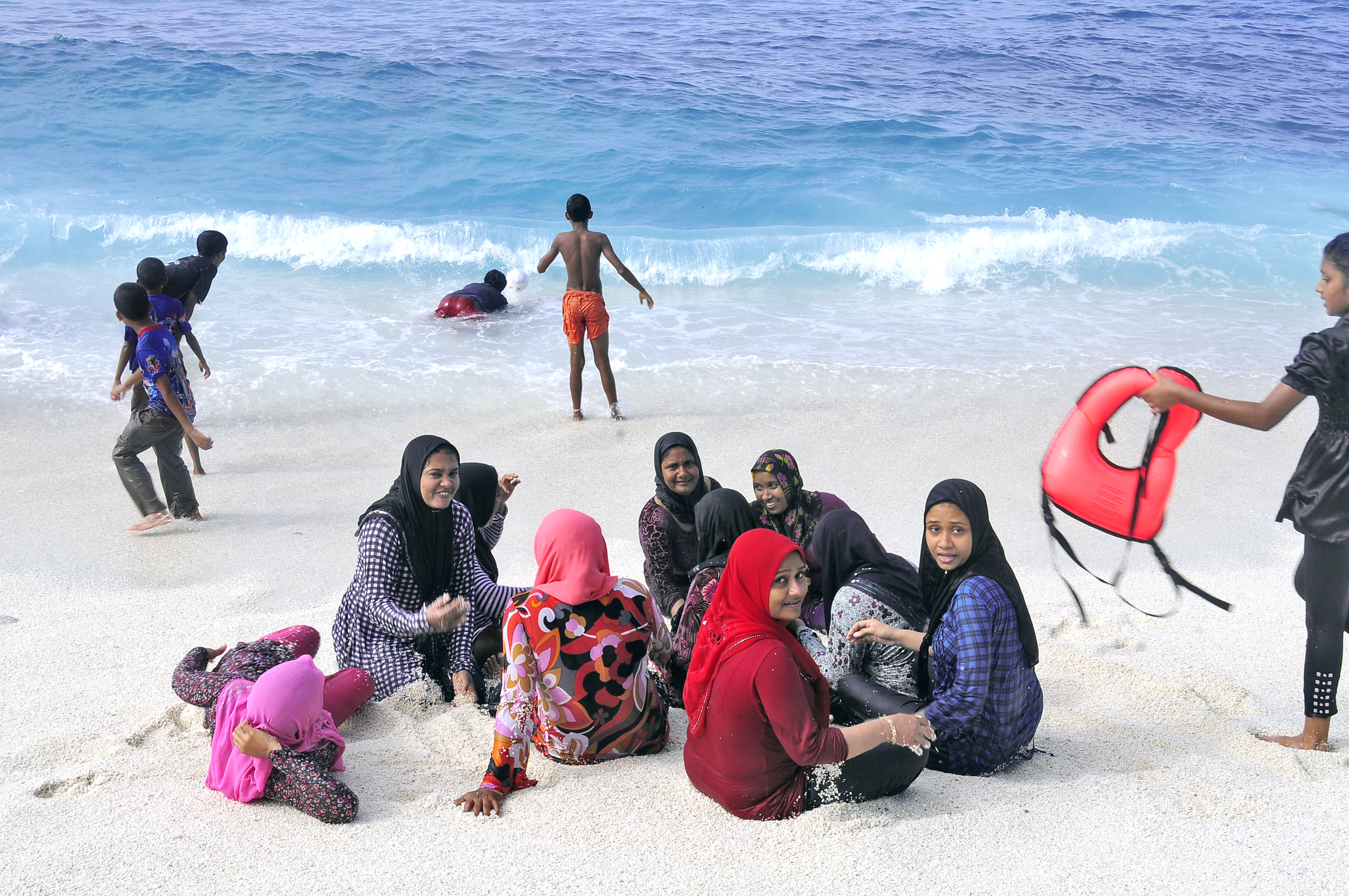
Festivalul Maahefun din Fuvahmulah

Cultura Maldivelor este influențată de culturile popoarelor de diferite etnii care s-au stabilit pe insule de-a lungul timpului.
Începând cu secolul al XII-lea d.Hr., au existat și influențe din Arabia asupra limbii și culturii Maldivelor, datorită convertirii la islam și locației sale ca punct de intersecție în Oceanul Indian central. Acest lucru se datorează istoriei îndelungate a comerțului dintre Orientul Îndepărtat și Orientul Mijlociu.
O reflectare a acestui fapt este că Maldivele a avut cea mai mare rată națională de divorț din lume timp de multe decenii. Se presupune că acest lucru se datorează unei combinații între regulile islamice liberale privind divorțul și legăturile maritale relativ slabe care au fost identificate ca fiind comune la popoarele non-sedentare și semi-sedentare fără o istorie a relațiilor de proprietate și rudenie agrară complet dezvoltate.

### Media
PSM News este folosit drept principalul mediu de informare al țării, deținut de guvernul Maldivelor. Ziarul a fost fondat pe data de 3 mai 2017, cu ocazia celebrării Zilei Libertății Presei. Maldivele au fost clasate pe locul o sută în Indicele Libertății Presei Mondiale 2023 și pe locul 106 în 2024. Primul ziar zilnic al țării, Haveeru Daily News, a fost primul și cel mai longeviv ziar din istoria Maldivelor, care a fost înregistrat pe data de  28 decembrie 1978 și desființat în 2016.
Articolul 28 din Constituția Maldivelor garantează libertatea presei și prevede că:
Nimeni nu poate fi obligat să dezvăluie sursa oricărei informații pe care o susține, o diseminează sau o publică.
Cu toate acestea, această protecție este compromisă de Legea Dovadelor, care a intrat în vigoare în luna ianuarie a anului 2023 și acordă instanțelor autoritatea de a obliga jurnaliștii să dezvăluie sursele lor confidențiale. Consiliul Media din Maldive (MMC) și Asociația Jurnaliștilor din Maldive (MJA) servesc ca supraveghetori cruciali în abordarea și combaterea acestor amenințări. Ziarele Sun Online, Mihaaru și ediția sa în limba engleză, The Edition, precum și Avas, servesc ca unele dintre cele mai cunoscute outlet-uri de știri private.

### Sport
Sportul în Maldive este profund înrădăcinat în cultura acestei națiuni insulare, cu o varietate diversă de activități care reflectă atât tradițiile locale, cât și sporturile moderne. Având în vedere geografia sa unică, formată din insule împrăștiate înconjurate de Oceanul Indian, sporturile acvatice ocupă în mod natural un loc proeminent. Surful, în special, a câștigat recunoaștere internațională, oferind valuri potrivite atât pentru începători, cât și pentru surferi experimentați. Locuri precum atolii Malé de Nord și de Sud, Thulusdhoo și Himmafushi oferă condiții ideale pentru pasionații de surf. De asemenea, scufundările și snorkelingul sunt extrem de populare, permițând atât localnicilor, cât și turiștilor să exploreze viața marină bogată din apele cristaline ale Maldivelor.

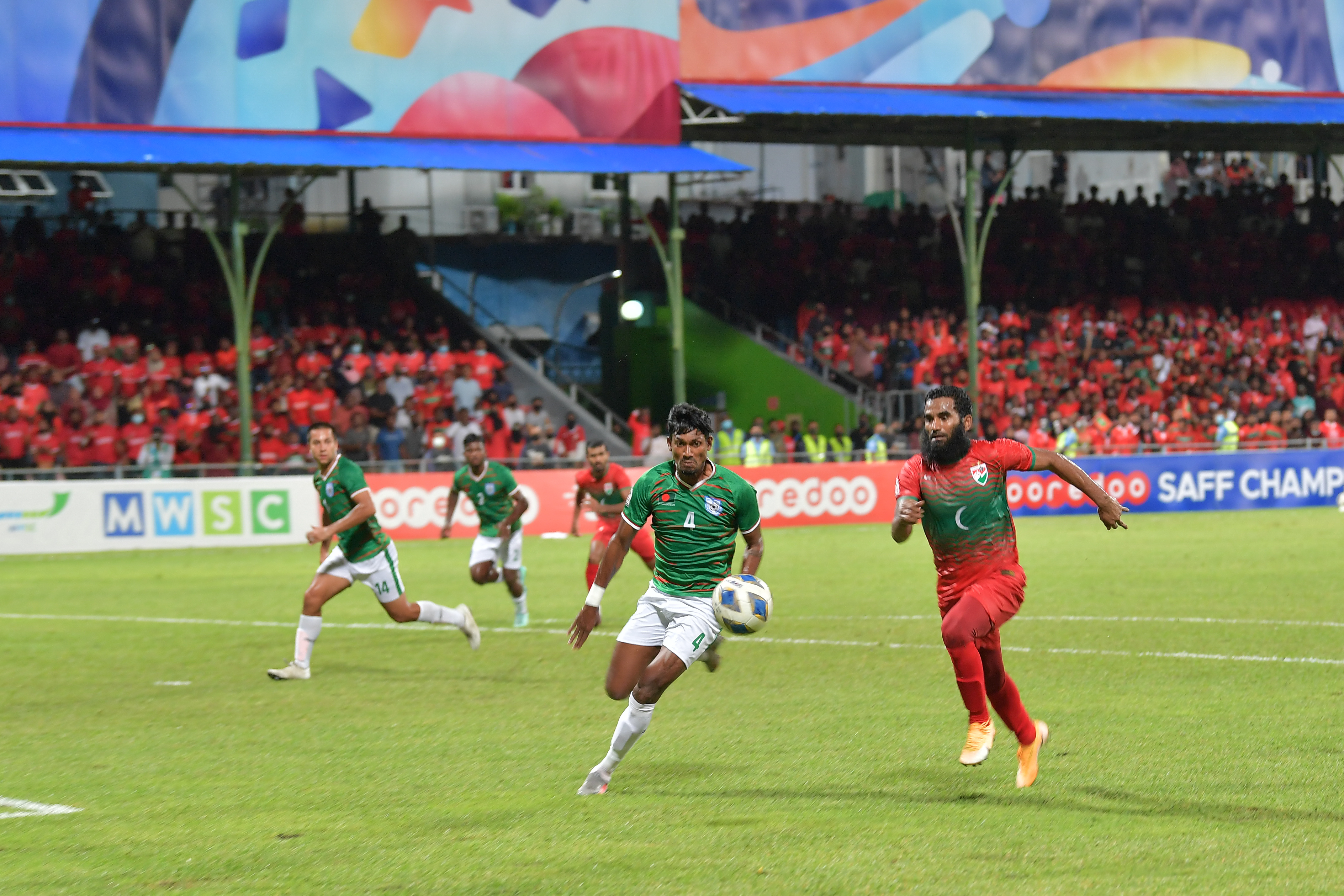
Maldive împotriva Bangladeshului la Campionatul SAFF 2021.

Fotbalul este unul dintre cele mai practicate și urmărite sporturi în Maldive. Echipa națională de fotbal a Maldivelor participă la turnee regionale și internaționale, având o bază de fani pasionați care o susțin. Țara are propria ligă de fotbal, Dhivehi Premier League, în care cluburi din diferite atoluri se luptă pentru supremație. Meciurile atrag adesea mulțimi mari, contribuind la atmosfera vibrantă sportivă din Maldive. De asemenea, futsalul este popular, mai ales în rândul tinerilor, cu numeroase facilități interioare care oferă spații pentru meciuri amicale și ligi competitive.

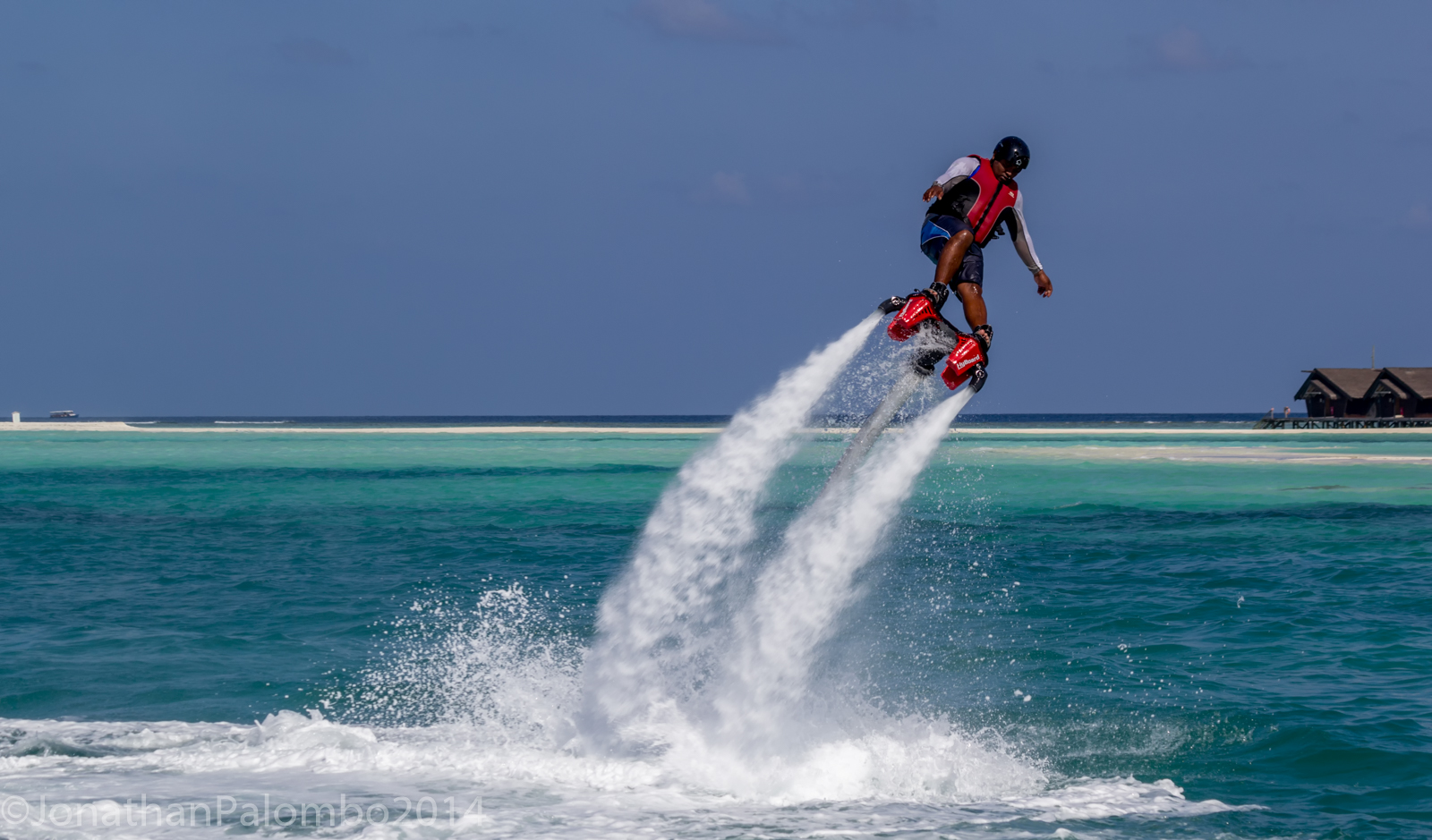
Flyboarding în Maldive

Sporturile tradiționale maldiviene joacă, de asemenea, un rol semnificativ în păstrarea patrimoniului cultural și în promovarea activității fizice. Bodu Beru, o performanță ritmică de tobe și dans, însoțește adesea evenimentele sportive tradiționale, adăugând un aer festiv. Un astfel de sport tradițional este „Baibalaa”, un joc asemănător cu volei, dar jucat cu o minge țesută din frunze de palmier de nucă de cocos uscate. „Fenei Bashi”, o formă de luptă, este un alt sport tradițional care evidențiază forța și agilitatea. Aceste sporturi indigene servesc ca o amintire a bogatului patrimoniu cultural al Maldivelor și continuă să fie îndrăgite de comunitățile de pe insule.